# Законодательное собрание Вологодской области
Законодательное собрание Вологодской области (ЗСВО, ЗСО, ЗакСобрание) — высший законодательный и представительный орган государственной власти Вологодской области с марта 1994 года. Однопалатное, насчитывает 34 депутата. Формируется по смешанной избирательной системе: половина депутатов избирается по общеобластным партийным спискам, половина — по одномандатным округам. Здание Законодательного Собрания Вологодской области находится на площади А. С. Дрыгина в Вологде.

## История

### Учреждение
История образования Законодательного Собрания Вологодской области восходит к деятельности Вологодского областного Совета народных депутатов. 29 марта 1990 года, на первой сессии 21-го созыва областного Совета был принят курс на проведение реформы системы государственной власти. Сам областной Совет на тот момент состоял из 200 депутатов, из которых лишь двое (председатель и его заместитель) работали на постоянной основе. Кроме того, Совет сочетал в себе как законодательные, так и исполнительные функции: при нём имелся исполнительный комитет с необходимыми управлениями и отделами, а председателя исполнительного комитета и руководителей ведущих структурных подразделений назначали депутаты.
16 января 1992 года в составе областного Совета был образован Малый совет из 23 депутатов (периодами увеличивался до 27), который фактически стал прообразом Законодательного собрания. В состав Малого Совета входили председатель областного Совета, его заместитель, председатели 14 постоянных комитетов и комиссий, а также 7 депутатов от депутатских групп, объединённых по территориальному принципу. Исходя из соображений, что оптимальная численность областного Совета должна составлять 30 депутатов, Малый совет начал подготовку к его реформированию.
Однако в 1993 году обострилось противостояние областного Совета и главы администрации области Н. М. Подгорнова: областной Совет отказывался поддержать поэтапную конституционную реформу Б. Н. Ельцина, в то время как глава областной администрации был её ярым сторонником. Противостояние закончилось после расстрела здания Верховного совета в Москве. 11 октября 1993 года администрация области издала постановление «О приостановлении деятельности Вологодского областного Совета народных депутатов». Одновременно предполагалось провести выборы в областное Собрание депутатов. На следующий день 12 октября двери кабинетов областного Совета были опечатаны. С этого момента и до марта 1994 года законодательной власти в Вологодской области фактически не существовало.
Первые выборы в Законодательное Собрание Вологодской области состоялись 20 марта 1994 года. Область была поделена на 15 одномандатных округов, каждый из которых выбирал одного депутата. В голосовании приняло участие около 34,9 % имевших право голоса. В трёх избирательных округах Череповца выборы и вовсе не состоялись из-за низкой явки избирателей (менее 25 %). Поэтому фактически были избраны лишь 12 депутатов.

### Период мажоритарного представительства (1994—2003)
31 марта — 1 апреля 1994 года состоялась первая сессия Законодательного Собрания Вологодской области, тем самым было положено начало существования самостоятельной законодательной власти на территории области. До 2003 года выборы в Законодательное Собрание проходили по мажоритарной системе, а в 1996-2003 годах его работа осуществлялась ещё и по принципу ротации.
8 июня 1994 года в трёх череповецких избирательных округах, где выборы были признаны несостоявшимися, прошло повторное голосование, явка на котором превысила 25 %. Тем самым, численность депутатов увеличилась с 12 до 15 человек.
Первые годы деятельности Законодательного Собрания, помимо малочисленности депутатского корпуса, проходили в условиях отсутствия служебных помещений, технической базы, а также утраты некоторых архивов. Кроме того, депутатам даже не предоставлялась информация о пообъектном распределении областного бюджета. Основное внимание депутаты первых созывов уделяли разработке базовых нормативных актов области, законов о местном самоуправлении и социальных законопроектов.
23 июня 1994 года Законодательное Собрание области приняло первый областной закон «О статусе депутата Законодательного Собрания Вологодской области», а 5 августа 1994 года был принят областной закон «О местном самоуправлении в Вологодской области». Последний закон на целый год опередил аналогичный федеральный и вызвал конфликт главы администрации с Законодательным Собранием. Н. М. Подгорнов обвинил депутатов в некомпетентности, превышении полномочий, нарушении Конституции и обратился в Конституционный суд. Однако, получив заключение суда об отсутствии нарушений законодательства, глава областной администрации отозвал своё заявление.
14 сентября 1995 года Законодательное Собрание приняло Устав Вологодской области, который закрепил нормы об увеличении состава депутатов до 30 человек, о сроке полномочий депутатов (4 года) и о введении принципа ротации при формировании депутатского корпуса (проведение выборов 15 депутатов через каждые 2 года).
Главным смыслом принципа ротации являлось стремление избежать резких изменений в составе депутатского корпуса, и тем самым обеспечивать стабильность и преемственность в работе.
На основании новых положений Устава 25 февраля 1996 года были проведены дополнительные выборы в Законодательное Собрание, на которых были избраны ещё 15 депутатов, а в октябре 1996 года — выборы губернатора, на которых убедительную победу одержал мэр Череповца В. Е. Позгалёв. В 1998 году количество депутатов Законодательного Собрания было увеличено до 32 человек, а в 1999 году — до 34 человек. Эта численность является действующей и на сегодняшний момент.
18 октября 2001 года депутаты приняли новый Устав Вологодской области. В 2002 году был изменён срок полномочий депутатов с 4 до 5 лет, а в 2003 году Законодательное Собрание решило отменить принцип ротации и избирать половину депутатов по общеобластным партийным спискам.

### Период смешанного представительства (2003-настоящее время)
С декабря 2003 года представительство в Законодательном Собрании осуществляется по смешанной системе: 17 депутатов выбираются по партийным спискам (пропорциональная система), 17 депутатов — по одномандатным округам (мажоритарная система). Для этого 7 декабря 2003 года состоялись выборы 17 депутатов от политических партий и избирательных блоков на срок полномочий 3 года и 3 месяца, то есть до того периода, когда должен был истечь срок полномочий 17 депутатов, выбранных по одномандатным округам. Для прохождения партии в Законодательный Собрание был установлен 8%-ный барьер, учитывая, что для прохождения в Государственную Думу на тот момент действовал 5%-ный барьер.
По итогам выборов в Законодательное Собрание прошли 8 депутатов от «Единой России», 4 — от Аграрной партии, 3 — от КПРФ и 2 — от ЛДПР. На основе этих партий В ЗакСобрании образовались фракции («Единая Россия», «Аграрная партия России», КПРФ и ЛДПР). Абсолютным и даже квалифицированным большинством (более 2/3 депутатов) завладела фракция «Единая Россия».
11 марта 2007 года прошли первые смешанные выборы депутатов Законодательного Собрания области: был образован один областной округ для выборов по партийным спискам и сохранились 17 одномандатных округов, где выборы прошли по мажоритарной системе. Проходной барьер был снижен до 7 %. Итоги этих выборов не внесли существенных изменений в расстановку сил в Законодательном Собрании: по партийным спискам прошло 7 депутатов от «Единой России», 4 — от «Справедливой России», 2 — от КПРФ, 2 — от ЛДПР и 2 — от Аграрной партии; в то время как из 17 депутатов, прошедших по одномандатным округам, только двое не представляли «Единую Россию».
Практически сразу же, в том же 2007 году независимый депутат Е. С. Минакова и депутат-аграрий В. В. Буланов вступили в «Единую Россию». Фракция Аграрной партии прекратила своё существование. В свою очередь, депутаты от «Справедливой России» создали собственную фракцию. Таким образом в Законодательном Собрании сложился следующий расклад сил: 24 депутата — «Единая Россия», 4 — «Справедливая Россия», 2 — КПРФ, 2 — ЛДПР, 2 — независимые депутаты. Тем самым, «Единая Россия» сохранила квалифицированное большинство в Законодательном Собрании.
Следующие выборы депутатов Законодательного Собрания прошли 4 декабря 2011 года. Все 4 участвовавшие партии прошли в областной парламент, где на этот раз сложилось следующее соотношение сил: «Единая Россия» — 21 депутат, «Справедливая Россия» — 7 депутатов, КПРФ — 3 депутата, ЛДПР — 3 депутата. Таким образом, «Единая Россия» сохранила простое, но утратила квалифицированное большинство. Сам результат партии по общеобластному партийному списку (34 %) был расценён её руководством как неудачный, а глава регионального отделения Н. В. Тихомиров подал в отставку не только с поста Секретаря Политсовета «Единой России», но и с должности Председателя Законодательного Собрания. 14 декабря новым председателем областного парламента стал Г. Е. Шевцов.

## Полномочия
Законодательное Собрание Вологодской области является постоянным, высшим и единственным органом областным законодательной (представительной) власти и осуществляет следующие полномочия:
- законодательное регулирование по предметам ведения области и предметам совместного ведения Российской Федерации и области (в пределах полномочий субъекта)[12];
- принятие Устава области, изменения и дополнения к нему;
- утверждение соглашений об изменении границ области;
- принятие областного бюджета и утверждение отчёта о его исполнении, представленного Губернатором области;
- наделение полномочиями Губернатора области по представлению Президента РФ;
- утверждение ежегодного отчёта Губернатора области;
- выражение недоверия Губернатору области. Это является одним из официальных оснований отрешения Губернатора от должности Президентом РФ
- утверждение, заключение и расторжение государственно-правовых договоров от имени области;
- установление порядка проведения референдума, а также выборов в Законодательное Собрание и органы местного самоуправления на территории Вологодской области;
- утверждение бюджетов территориальных государственных внебюджетных фондов и отчётов об их исполнении;
- установление налогов и сборов, отнесённых к ведению субъектов Российской Федерации, а также порядка их взимания;
- утверждение программ социально-экономического развития области, представляемых Губернатором области;
- установление порядка управления и распоряжения собственностью области, в том числе долями (паями, акциями) области в капиталах хозяйственных обществ, товариществ и иных организаций;
- назначение половины состава избирательной комиссии области;
- обращение в федеральные органы государственной власти;
- решение вопросов внутреннего распорядка деятельности Законодательного Собрания;
- контроль над:
  - соблюдением и исполнением законов и постановлений Законодательного Собрания области;
  - исполнением областного бюджета и бюджетов территориальных государственных внебюджетных фондов, использованием кредитных ресурсов и ассигнований из федерального бюджета;
  - использованием органами местного самоуправления средств областного бюджета;
  - выполнением программ социально-экономического развития области;
  - соблюдением установленного порядка распоряжения собственностью области;
  - исполнением договоров, заключенных от имени области[13].

Законодательное Собрание издаёт 3 вида нормативных актов:
- Законы Вологодской области;
- Постановления Законодательного Собрания — подзаконные акты.
- Положения — подзаконные акты, касающиеся вопросов внутреннего устройства Законодательного Собрания

Принятие этих нормативных актов проходит на заседаниях сессии Законодательного Собрания. Законодательное Собрание собирается на сессии, как правило, один раз в месяц (обычно, во вторник и (или) в среду третьей недели месяца). По инициативе 1/3 депутатов, председателя Законодательного Собрания области или Губернатора области могут созываться внеочередные сессии.

## Созывы
| №  | Годы      | Выборы | Депутатов               | Председатель                                                                                |
| -- | --------- | --- | ----------------------- | ------------------------------------------------------------------------------------------- |
| 1  | 1994—1996 | 20 марта 1994 избрано 12 депутатов (маж.) на 2 года 8 июня 1994 избрано 3 депутата (маж.) на 2 года                                                                                         | 15                      | Геннадий Хрипель (апрель 1994 — сентябрь 1995) Гурий Судаков (сентябрь 1995 — февраль 1996) |
| 2  | 1996—1998 | 25 февраля 1996 избрано 15 депутатов (маж.) на 4 года до февраля 2000, позднее сокращён до декабря 1999 году, срок полномочий первоначально избранных 15 депутатов был продлён до 1998 года | 30 (15 маж. + 15 маж.)  | Геннадий Хрипель (февраль 1996 — апрель 1998)                                               |
| 3  | 1998—1999 | 22 марта 1998 избрано 15 из 17 депутатов (маж.) на 4 года до марта 2002, также остались 15 депутатов предыдущего созыва 25 апреля 1999 избрано 2 депутата на 3 года до марта 2002           | 32 (15 маж. + 17 маж.)  | Геннадий Хрипель (апрель 1998 — декабрь 2001)                                               |
| 4  | 1999—2002 | 19 декабря 1999 избрано 14 из 17 депутатов (маж.) на 4 года до декабря 2003, также остались 17 депутатов предыдущего созыва                                                                 | 34 (17 маж. + 17 маж.)  | Геннадий Хрипель (апрель 1998 — декабрь 2001), Николай Тихомиров (декабрь 2001 — март 2002) |
| 5  | 2002—2003 | 24 марта 2002 избрано 17 депутатов (маж.) на 5 лет до марта 2007 | 34 (17 маж. + 17 маж.)  | Николай Тихомиров (март 2002 — декабрь 2001)                                                |
| 6  | 2003—2007 | 7 декабря 2003 избрано 17 депутатов (проп.) на 3 года и 3 месяца до марта 2007 | 34 (17 проп. + 17 маж.) | Николай Тихомиров (декабря 2003 — декабрь 2007)                                             |
| 7  | 2007—2011 | 2 декабря 2007 избрано 34 депутата (смеш.) на 5 лет до декабря 2011 | 34 (17 проп. + 17 маж.) | Николай Тихомиров (декабря 2007 — декабрь 2011)                                             |
| 8  | 2011—2016 | 4 декабря 2011 избрано 34 депутата (смеш.) на 5 лет до декабря 2016 | 34 (17 проп. + 17 маж.) | Георгий Шевцов (декабря 2011 — сентябрь 2016)                                               |
| 9  | 2016—2021 | 18 сентября 2016 избрано 34 депутата (смеш.) на 5 лет до декабря 2016 | 34 (17 проп. + 17 маж.) | Андрей Луценко (сентябрь 2016 — сентябрь 2021)                                              |
| 10 | 2021—2026 | 19 сентября 2021 избрано 34 депутата (смеш.) на 5 лет до декабря 2026 | 34 (17 проп. + 17 маж.) | Андрей Луценко (сентябрь 2021 — июнь 2024) Сергей Жестянников (июнь 2024 — наст.вр.)        |

## Формирование
Законодательное собрание Вологодской области формируется по смешанному принципу: половина депутатов избирается по единому областному избирательному округу, половина — по 17 одномандатным округам. Выборы по единому областному избирательному округу проходят по партийным спискам и пропорциональной системе. Каждому областному списку кандидатов, допущенному к распределению депутатских мандатов, передается по одному депутатскому мандату. Число полученных каждым областным списком кандидатов голосов избирателей делится последовательно на числа из возрастающего ряда натуральных чисел (делителей) от 2 до числа, которое равно числу депутатских мандатов, оставшихся нераспределенными после их передачи областным спискам кандидатов в соответствии с частью 1 настоящей статьи. Частные, определённые с точностью до второго знака после запятой, полученные после указанной в настоящей части процедуры деления по всем областным спискам кандидатов, допущенным к распределению депутатских мандатов, распределяются в порядке убывания во вспомогательном ряду. Далее определяется то частное, порядковый номер которого во вспомогательном ряду равен числу депутатских мандатов, оставшихся нераспределенными после их передачи областным спискам кандидатов. В случае равенства числовых значений нескольких частных первым становится частное областного списка кандидатов по областному избирательному округу, получившего большее число голосов избирателей, а в случае равенства голосов избирателей — частное областного списка кандидатов, зарегистрированного ранее. Партийный список, который может включать не более 60 кандидатов, состоит из 2 частей — общеобластной части и региональных групп. В общеобластной части списка может быть представлено до 5 кандидатов (на усмотрение партии), которые, имеют преимущественное право прохождения в Законодательное Собрание. Если партия в общеобластную часть не включает ни одного кандидата или набирает процент голосов, позволяющий ей провести кандидатов сверх общеобластной части, — голоса начинают распределяться между региональными группами. Каждое избирательное объединение, участвующее в выборах, должно иметь 17 региональных групп, которые территориально соответствуют одномандатным округам. Если очередь доходит до региональных групп, то они располагаются в порядке убывания процентов голосов, поданных за партию в рамках своих одномандатных округах, и получают поочерёдно по одному мандату.

### Созыв 2021—2026 годов
По итогам выборов 17 сентября — 17 сентября 2021 года приняло участие 8 региональных отделений политических партий — «Единая Россия», «Справедливая Россия», «КПРФ», «ЛДПР», «Новые люди», «Партия пенсионеров», «Яблоко» и «Коммунисты России». Только 5 партии смогли преодолеть проходной барьер в 5 % и получили следующее представительство в Законодательном собрании:
| 1. Воробьев Юрий Леонидович (27.09.21 — 27.09.21) // Кожевина Лариса Юрьевна (1.10.21 — н. в.)       |
| 2. Даценко Игорь Петрович (27.09.21 — 11.06.24) // Жестянников Сергей Геннадьевич (25.06.24 — н. в.) |
| 3. Добродей Сергей Алексеевич                                                                        |
| 4. Луценко Андрей Николаевич (27.09.21 — 25.06.25) // вакантно                                       |
| 5. Маслов Алексей Сергеевич                                                                          |
| 6. Царева Любовь Владимировна                                                                        |
| 7. Шулепов Евгений Борисович (27.09.21 — 13.03.25) // Громов Михаил Снргеевич (13.03.25 — н. в.)     |

| 1. Борисов Валерий Анатольевич   |
| 2. Варнавский Николай Алексеевич |
| 3. Ершов Олег Александрович      |
| 4. Копничева Евгения Михайловна  |
| 5. Морозов Александр Николаевич  |

| 1. Гримов Антон Юрьевич       |
| 2. Селяков Владимир Сергеевич |

| 1. Зворыкин Владислав Валерианович |
| 2. Леухин Виктор Львович           |

| 1. Болотов Александр Леонидович (27.09.21 — 26.05.22) // Катухин Игорь Васильевич (3.06.22 — 28.05.25) // Шибаева Наталья Владимировна (25.06.25 — ) |

по одномандатным округам все 17 мест получили представители «Единой России»:
| Округ            | № округа | Территория округа | Избранный депутат                                                                                |
| ---------------- | -------- | --- | ------------------------------------------------------------------------------------------------ |
| Центральный      | 1        | Центральный округ (Вологда) город Вологда: - улицы: III Интернационала; 4-я Полевая; Авксентьевского; Батюшкова; Благовещенская; Бурмагиных; Ветошкина; Вологодская (№ 1, 3); Воровского; Галкинская; Герцена; Ершовская; Завражская; Залинейная; Засодимского; Зосимовская; Каменный мост; Кирова; Клубова (№ 18, 32); Козленская; Коммунистическая; Копанка; Короткая; Крюк; Кубинская (чётная сторона: дома № 16—48); Левичева; Ленинградская (чётная сторона №№ 2а-48); Леденцова; Ленина; Лермонтова; Луговая; М. Поповича (чётная сторона: дома № 20а — 26, нечётная сторона — № 41); М.Ульяновой; Мальцева; Маяковского; Мира; Мохова; Октябрьская; Первомайская; Пирогова; Полевая; Предтеченская; Пролетарская; Промышленная; Путейская; Пушкинская; Рабочая; Рощинская; С. Орлова; Слободская; Товарная; Турундаевская; Ударников; Хлюстова; Челюскинцев; Чехова; Элеваторная; Яшина; - набережные: Пречистенская - проспекты: Победы; Советский - шоссе: Белозерское - переулки: 2-й Пролетарский; Движенческий; Ершовский; Завражский; Мало-Архангельский; Маяковского; Огородный; Парковый; Прудный; Содемский; Техникумовский; Тупиковый; Турундаевские (1-й, 2-й, 3-й, 4-й); Турундаевский; Флотский; Южный; - тупики: Грузовой - площади: Бабушкина; А.С.Дрыгина; Кремлёвская; Торговая; - территории: 497, 498 км Архангельской линии; 595 км Ленинградской линии (без №); Куралит; Промплощадка льнокомбината; Флотский поселок; - больницы: городская больница № 1; городская больница № 3; Медсанчасть УВД; отделенческая больница ст. Вологда СЖД; онкологический диспансер; родильный дом № 1; село Молочное | Денисова Марина Васильевна                                                                       |
| Заречный         | 2        | Заречный округ (Вологда) город Вологда: - улицы: Баранковская; Варенцовой; Водников; Геофизическая; Гиляровского; Гоголя; Гор.Вал; Горького; Граничная; Дальняя; Добролюбова; Доронино; Доронинская; Дьяконовская; Железнодорожная; Заливная; Заречная; Канифольная; Карла Маркса; Колхозная; Комсомольская; Красноармейская; Лаврова; Малая Сибирская; Машиностроительная; Мелиораторов; Монастырская; Мудрова; Некрасова; Никольская; Образцова; Ольховая; Открытая; Полярная; Прилуцкая; Присухонская; Проектируемая; Прокатова; Пугачева; Разина; Рубцова; Саммера; Самойло; Связи; Северная; Сокольская; Солнечная; Строителей; Судоремонтная; Сухонская; Тепенькинская; Тихая; Трудовая; Фрязиновская; Хорхоринская; Чернышевского; Энгельса; - набережные: VI Армии - шоссе: Ново-Архангельское; Старое; - проезды: Линейный - площади: Чайковского - переулки: Водников; Гоголя; Доронинские (1-й, 2-й, 3-й, 4-й); Железнодорожный; Заболотный; Кривой; Некрасовский; Никольский; Ольховый; Полярный; Судоремонтный; Тихие (1-й, 2-й); Тополевый; Чернышевского; - территории: Лесобиржа; ст. Рыбкино; Спасо-Прилуцкий монастырь; - больницы: Вологодская больница ГУ "СЦМ им.Семашко Минздрава России" (Больница Водников); Вологодская центральная районная больница; госпиталь; родильный дом № 2; - здание ИЗ-35/2; | Долженко Денис Евгеньевич (27.09.21 — 24.04.24) // Томилов Сергей Анатольевич (25.09.24 — н. в.) |
| Восточный        | 3        | Восточный округ (Вологда) город Вологда: - улицы: Архангельская; Беляева; Береговая; Болонина; Великоустюгская; Воркутинская; Воронежская; Галичская; Головиновская; Горка; Дзержинского; Евковская; Есенинская; Зеленая; Ильинская; Индустриальная; Казакова; Конева; Ловенецкого; Медуницинская; Минская; Мишкольцская; Можайского; Молодёжная; Московская; Новгородская (чётная сторона – дом № 6, нечётная сторона: дома № 15-39,39а); Одесская; Осаново; Петрозаводская; Пионерская; Планерная; Пригородная; Профсоюзная; Прядильщиков; Псковская (дом № 19); Ростиловская; Сергея Преминина; Сибирская; Сметьевская; Текстильщиков; Техническая; Трактористов; Транспортная; Угловая; Уральская; Центральная; Чапыжник; Четряковская; Шараповская; Шевяковская; Щеглинская; Энергетиков; Южная; Ярославская (чётная сторона: дома №№ 18 - 40,40а,44а; нечётная сторона: дома №№ 11 - 31) - шоссе: Московское; Пошехонское шоссе (кроме дома № 4); - проезды: Осановский - переулки:Ботанический; Грязовецкий; Индустриальный; Клубный; Конторский; Крайний; Линейный; Локомотивный; Межевой; Новый; Паровозный; Прядильный; Станционный; Технический; Ткацкий; Топливный; Центральный; Школьный; Южная роща; - территории: Лоста-пассажирская; Лоста-сортировочная; - больницы: акушерско-гинекологическое отделение областной больницы № 1; инфекционная; областная офтальмологическая больница; противотуберкулезный диспансер; хирургическое отделение областной больницы № 1 | Заварин Роман Юрьевич                                                                            |
| Западный         | 4        | Западный округ (Вологда) город Вологда: - улицы: Ананьинская; Возрождения; Вологодская (кроме домов № 1,3); Восточная; Гагарина; Говоровская; Гончарная; Дачная; Детская; Дубровская; Екимцевская; Ефимьевская; Западная; Ильюшина; Кирилловская; Кирилловские (1-я - 6-я); Кирпичная; Клубова (чётная сторона: дома № 60а-122; нечётная сторона: дома № 15 - 83); Коничева; Копрецовская; Костромская; Кубинская (чётная сторона: дома № 2 -16; нечётная сторона: дома № 1 - 13,13а); Кувшиновская; Ленинградская (чётная сторона: дома №№ 64-150; нечётная сторона.: дома №№ 73 - 115); Лечебная; Лукьяновская; Луначарского; М. Поповича (чётная сторона: дома №№ 4-20; нечётная сторона: дома №№ 5 - 27); Набережная; Народная; Новгородская (нечётная сторона.: дома № 1 - 11); Овражная; Охмыльцевская; Панкратова; Петина; Поселковая; Почтовая; Преображенского; Псковская (кроме дома № 19); Республиканская; Рыбная; Садовые (1-я - 8-я); Сиреневая; Солодунова; Спирина; Средняя; Тендрякова; Усадебная; Цветочная; Чапаева; Череповецкая; Чернышовская; Чкалова; Шекснинская; Щетинина; Южакова; Ягодная; Ярославская (чётная сторона: дома № 4 - 16, 16а, 16б; нечётная сторона: дома № 3 - 7, 7а, 7б); - микрорайоны: Первый микрорайон ГПЗ-23; Тепличный - шоссе: Ленинградское; Окружное; Пошехонское (дом № 4) - проезды: Говоровский - переулки: Аллейный; Ананьинский; Верхний; Главный; Говоровские (1-й, 2-й, 3-й); Детский; Долгий; Западный; Застроечный; Индивидуальный; Кольцевой; Конечный; Майский; Овражный; Поселковый; Производственный; Прямой; Раздельный; Рыбный; Рыночный; Слесарный; Средний; Трудовой; Узкий; Февральский; Чехова; Янгосорский; - тупики: Ленинградский - территории: 591 км Ленинградской линии; 595 км Ленинградской линии (дом № 2) - больницы: Вологодская областная больница № 1 | Холодов Антон Юрьевич                                                                            |
| Юго-Западный     | 5        | Юго-Западный округ (Череповец) город Череповец: - улицы: Бабушкина; Бардина; Батюшкова; Будьковская; Вичеловская; Гагарина; Годовикова; Городецкая; Гритинская; Дальняя; Домозеровская; Жукова; Загородная; Западная; Ильинская; Кабачинская; Клубный проезд; Коллективная; Ленина (дома № 116, 116А, 118, 118А, 120, 120А, 122, 122А, 124, 126, 128, 129, 129А, 130, 131, 131А, 131Б, 131В, 132, 133, 133А, 133Б, 133В, 134, 135, 136, 137, 138, 139, 140, 141, 142, 143, 145, 147, 149, 151, 151А, 153, 153/А, 155, 155А, 157, 159, 159А, 161, 163, 165, 167, 169, 171, 173); Ленинградская; Лесная; Лесопильная; Ломоносова (дома № 2/26, 4, 6, 8, 8А, 8Б, 10, 12, 12А, 12Б, 14, 14А, 15, 16, 17, 19, 20, 25, 28, 28А, 30, 30А, 31, 32, 32/А, 33, 34, 35, 35А, 37, 39, 47, 49, 51, 53, 55, 57); Луговая; Луковецкая; Любецкая; Мамлеева; Матуринская; Менделеева; Металлургов, (дома №№ 20, 26, 28, 30, 32, 34, 36, 38, 40, 42, 43, 44, 45, 46, 47, 49, 51, 53, 55, 57, 59, 61, 65, 67); Мира; Монтклер; Наседкина; Новогритинская; Новосельская; Парковая; Питинская; Полевая; Промышленная; Раахе; Раменская; Резникова; Речников; Рождественская; Рыбинская; Сазонова; Совхозная; Старогритинская; Устюженская; Чкалова; Якунинская - проспекты: Октябрьский; Строителей; Шекснинский - бульвары: Доменщиков, (дома № 25, 29, 32, 34, 35, 36, 38, 39, 39/А, 39/Б, 41); - переулки: Малый - площади: Строителей - территории: Лесозавод | Гусева Людмила Анатольевна (27.09.21 — 11.12.24) // вакантно                                     |
| Индустриальный   | 6        | Индустриальный округ (Череповец) город Череповец: - улицы: Андреевская; Базовая; Бородинская; Васильевская; Веретьевская; Верещагина; Весенняя; Вологодская; Володарского; Городского питомника; Данилова; Дементьевская; Детская; Дзержинского; Добролюбова; Жуковского; Заречная; К. Либкнехта; К. Маркса; Канавная; Комарова; Коммунистов; Комсомольская (дома № 2, 4, 6, 8, 8/А, 10, 12, 14, 15, 16, 17, 18, 19, 20, 21, 22, 23, 24, 25, 27, 29, 33, 35, 37, 39, 41, 43, 45); Кравченко; Курманова; Л. Толстого; Ленина (дома № 1, 3, 5, 7, 11, 24, 26, 26/А, 29, 33, 35, 36, 39, 39/А, 45, 46, 47, 51, 52, 54, 54А, 58, 58А, 59, 60, 61, 63, 64, 66, 67, 67А, 73, 74, 76, 78, 80, 84, 86, 88, 90, 92А, 92Б, 94, 96А, 97, 98А, 98Б, 98В, 98Г, 99, 99А, 100Б, 101, 102А, 102Б, 103, 104, 105, 106, 106Б, 107, 107А, 108, 108Б, 109, 110, 110А, 111, 112, 113, 114, 114А, 115, 117, 117/А, 119, 121, 123, 123А); Линейная; Ломоносова (дома №№ 36, 36А, 38, 38А, 40, 40А, 41, 45); М. Горького; Маяковского; Мелиоративная; Металлургов (дома № 1, 2, 3, 3А, 4, 4А, 5, 5А, 5Б, 6, 7, 8, 9, 9А, 9Б, 10, 11, 11А, 12, 13, 13А, 13Б, 14, 14А, 15, 15А, 16, 17, 17А, 18, 19, 19Б, 21, 21А, 23, 27, 29, 31, 33, 35, 37, 39); Милютина; Молодёжная (дома № 2, 2Б, 6, 8, 10, 12, 14, 29, 31, 33/46); Московская; Набережная; Некрасова; Новая Комсомольская; Новая Молодёжная; Новая Школьная; Остинская (дома №№ 3, 5, 5А, 7, 9, 11, 13, 15, 17, 34, 36, 38, 40, 42, 44); П. Окинина (дома № 1А, 2А, 3А, 4А, 5А, 6А, 7А, 8А, 9А, 10А, 11А, 12А, 13А, 14А, 15А); Пионерская (дома № 2, 5, 7, 11, 19А); Проезжая; Пролетарская; Пушкинская; Р. Люксембург; Северная; Социалистическая; Сталеваров; Тепличная; Труда; Центральная; Школьная; Шубацкая - проспекты: Луначарского; Московский; Победы (дома №№ 1, 3, 3А, 3Б, 4, 5А, 6, 7, 8, 9, 10, 10А, 12, 14, 15, 16А, 16Б, 17, 18, 19, 21, 22, 23/17, 24, 26, 27, 28, 29, 30, 31, 32, 33, 35, 37, 38, 40, 40А, 41, 42, 43, 43Б, 44, 45, 46, 47, 48, 49, 50, 51, 53, 55, 56, 57, 58, 58А, 60, 61, 62, 62А, 63, 64, 65, 66, 67, 68, 69, 71, 72, 73, 74, 75, 76, 77, 78, 79, 80, 81, 82, 84, 86, 88, 90, 92); Советский - линии: 1-я, 2-я, 3-я, 4-я, 5-я - шоссе: Кирилловское; Северное (дом № 67В); - набережные: Серовки - бульвары: Доменщиков (дома №№ 43, 44, 45, 46, 47 48А) - площади: Металлургов; Революции - переулки: Болотный; Каменный; Комсомольский; Красный; Новый; Серов; Ухтомского | Шамурин Николай Васильевич                                                                       |
| Северо-Восточный | 7        | Северо-Восточный округ (Череповец) город Череповец: - улицы: Архангельская (дома № 19, 21, 21А, 21Б, 23, 25, 27, 29, 31, 33, 35, 37, 37А, 37Б, 39, 41, 70, 72, 74, 76, 78, 80, 86, 88, 92, 94, 96, 100, 100Б, 102, 104, 106, 108, 110, 112, 114, 116, 118); Безымянная; Боршодская; Ветеранов; Гоголя (дома № 43, 45, 47, 49, 49А, 52, 54, 56); Ельнинская; Ивачевская; К. Беляева (дома № 1/84, 2, 2/82, 2А, 2Б, 3, 4, 4А, 5, 6, 7, 8, 9, 10, 11, 12, 13, 14, 15, 16, 17, 18, 19, 20, 21, 22, 23, 24, 25, 26, 27, 28, 29, 30, 31, 33, 35, 39, 41, 43, 45, 47, 49, 51, 53, 53А, 53Б, 55, 57, 67, 71, 71А, 73, 75) ; Краснодонцев; Лазурная; Леднева; Молодёжная (дома № 1, 1/А, 2, 3, 4, 5, 6, 7, 11, 13, 16, 17, 18, 19, 20, 21, 21А, 23); Моченкова (дома № 2, 4, 8, 10, 12, 14, 14А, 17, 18, 19, 20, 22, 24, 26); Олимпийская (дома № 39, 41, 43, 45, 47, 49, 53, 53А, 55, 57, 57А, 57Б, 59, 61, 63, 63/А, 65, 67, 71, 73, 75, 77); Ольховая; Остинская (дома № 48, 50, 52, 54А, 54Б, 54В); П. Окинина, (дома №№ 1, 3, 4, 5, 7, 8/31, 9, 10, 11, 12, 14, 16, 16/2, 16/3, 16/4, 16/5, 16/6, 16/8, 68, 70, 74, 76, 78); Пионерская (дома № 10, 12, 13, 14, 14А, 14Б, 15, 16, 17, 17А, 19, 19Б, 19В, 21, 22, 23, 23А, 23Б, 23В, 25, 27, 28, 28/6); Радужная; Садовая; Свердлова; Семенковская; Серовская; Сиреневая; Солнечная; Спортивная; Тимохина; Тенистая; Усадебная; Юбилейная (дома № 27, 29, 31, 33, 35, 37, 39, 40, 43, 43А, 45, 45А, 46, 47, 48, 49, 50, 52, 54, 56, 58, 60, 62, 64, 66, 68) - проспекты: Победы (дома № 91, 93, 93Б, 95, 97, 99, 99В, 101, 103, 105, 107/1, 109, 111, 113, 115, 117, 119, 121, 123, 125, 127, 129, 131, 133/19, 137, 139, 141, 143, 145, 147, 149, 151, 153, 155, 157, 159) - шоссе: Северное (дома № 3, 5, 7, 9, 10, 11, 13, 15, 17, 19, 21, 23, 25, 27, 29, 31, 33, 35, 37, 39) - линии: 6-я, 7-я - переулки: Свердлова | Быкова Елена Олеговна                                                                            |
| Первомайский     | 8        | Первомайский округ (Череповец) город Череповец: - улицы (дома): Архангельская (дома № 3, 3А, 5, 5А, 5Б, 7, 7А, 7Б, 9, 9А, 11, 13, 13А, 13Б, 15, 15А, 15Б, 17, 17А, 17Б, 36, 38, 40, 42, 44, 46, 46А, 48, 48А, 50, 52, 54, 56, 58, 58А, 60, 62, 64, 66, 68); Белинского; Биржевая; Борковская; Ветка Чола; Волгучинская; Гоголя (дома № 6, 8, 9, 9/А, 10, 12, 13, 14, 15, 15А, 15Б, 17, 18, 19, 20, 21, 21А, 21Б, 22, 23, 24, 25, 27, 28, 29, 30, 32, 33, 33А, 34, 36, 38, 40, 42, 44, 46); Головные сооружения; К. Белова; К. Беляева (дома № 32, 34, 36, 38, 40, 42, 44, 44/А, 46, 46А, 48, 50/37, 80, 82, 84, 86, 88, 90, 92, 94); Красная; Олимпийская (дома № 3, 5, 7, 9, 9А, 11, 13, 13А, 17, 19, 21, 23, 23/210, 25, 27, 29, 31А, 33, 35, 37); Отдыха; Первомайская; Песчаная; Портовая; Суворова; Судостроительная; Транспортная; Химиков; Юбилейная (дома № 3, 5, 7, 9, 11, 12, 13, 14, 15, 15А, 16, 17, 17А, 18, 19, 20, 21, 22, 23, 24, 26, 28, 30, 32, 36, 38, 40, 42, 44, 44А, 46) - проспекты: Победы (дома №№ 94, 100, 102, 104, 106, 108, 110, 112, 114, 116, 118, 120, 122, 124, 124А, 126, 128, 130, 132, 134, 136, 138, 140, 142, 144, 146, 148, 150, 152, 156, 158, 160, 161, 162, 163, 163/А, 164, 165, 166, 167, 168, 169, 170/34, 171, 172, 173, 174, 175, 176, 177, 178, 179, 180, 181, 181А, 182, 183, 184, 185, 186, 186А, 186Б, 187, 188, 189, 190, 192, 193, 194, 195, 195/25, 196, 202, 204, 206, 208, 208А, 210) - проезды: 1-й Биржевой; 2-й Биржевой; 3-й Биржевой проезд; Транспортный | Макаров Андрей Николаевич                                                                        |
| Великоустюгский  | 9        | Великоустюгский район | Долгина Наталья Николаевна                                                                       |
| Сокольский       | 10       | Сокольский район, Сямженский район | Дианов Анатолий Александрович                                                                    |
| Бабаевский       | 11       | Бабаевский район, Вытегорский район, Чагодощенский район | Пулин Андрей Геннадьевич                                                                         |
| Вологодский      | 12       | Вологодский район, Кирилловский район, Усть-Кубинский район | Клеков Андрей Александрович                                                                      |
| Грязовецкий      | 13       | Грязовецкий район, Междуреченский район, Тотемский район | Жильцов Владимир Васильевич (27.09.21 — 30.10.24) // вакантно                                    |
| Кадуйский        | 14       | Белозерский район, Вашкинский район, Кадуйский район, Устюженский район | Федорова Антонина Алексеевна                                                                     |
| Никольский       | 15       | Бабушкинский район, Кичменгско-Городецкий район, Никольский район, Нюксенский район | Горчаков Павел Александрович (27.09.21 — 8.10.24) // вакантно                                    |
| Харовский        | 16       | Вожегодский район, Верховажский район, Тарногский район, Харовский район | Гордеев Александр Васильевич (27.09.21 — 30.10.24) // вакантно                                   |
| Череповецкий     | 17       | Череповецкий район, Шекснинский район | Ананьин Михаил Анатольевич                                                                       |

### Созыв 2016—2021 годов
По итогам выборов 18 сентября 2016 года приняло участие 7 региональных отделений политических партий — «Единая Россия», «Справедливая Россия», «КПРФ», «ЛДПР», «Партия пенсионеров», «Яблоко» и «Коммунисты России». Только 4 партии смогли преодолеть проходной барьер в 5 % и получили следующее представительство в Законодательном собрании:
| 1. Луценко, Андрей Николаевич      |
| 2. Шевцов, Георгий Егорович        |
| 3. Афанасьев, Дмитрий Владимирович |
| 4. Гордеев, Александр Васильевич   |
| 5. Жильцов, Владимир Васильевич    |
| 6. Кожевина, Лариса Юрьевна        |
| 7. Макаров, Андрей Николаевич      |
| 8. Никитина, Татьяна Ивановна      |

| 1. Гримов, Антон Юрьевич         |
| 2. Ширикова, Ольга Станиславовна |
| 3. Селяков, Владимир Сергеевич   |
| 4. Холодов, Антон Юрьевич        |

| 1. Морозов, Александр Николаевич |
| 2. Голик, Алексей Юрьевич        |
| 3. Селин, Михаил Васильевич      |

| 1. Леухин, Виктор Львович     |
| 2. Ясакова, Ирина Геннадьевна |

по одномандатным округам все 17 мест получили представители «Единой России»:
| Округ            | № округа | Территория округа | Избранный депутат                |
| ---------------- | -------- | --- | -------------------------------- |
| Центральный      | 1        | Центральный округ (Вологда) город Вологда: - улицы: III Интернационала; 4-я Полевая; Авксентьевского; Батюшкова; Благовещенская; Бурмагиных; Ветошкина; Вологодская (№ 1, 3); Воровского; Галкинская; Герцена; Ершовская; Завражская; Залинейная; Засодимского; Зосимовская; Каменный мост; Кирова; Клубова (№ 18, 32); Козленская; Коммунистическая; Копанка; Короткая; Крюк; Кубинская (чётная сторона: дома № 16—48); Левичева; Ленинградская (чётная сторона №№ 2а-48); Леденцова; Ленина; Лермонтова; Луговая; М. Поповича (чётная сторона: дома № 20а — 26, нечётная сторона — № 41); М.Ульяновой; Мальцева; Маяковского; Мира; Мохова; Октябрьская; Первомайская; Пирогова; Полевая; Предтеченская; Пролетарская; Промышленная; Путейская; Пушкинская; Рабочая; Рощинская; С. Орлова; Слободская; Товарная; Турундаевская; Ударников; Хлюстова; Челюскинцев; Чехова; Элеваторная; Яшина; - набережные: Пречистенская - проспекты: Победы; Советский - шоссе: Белозерское - переулки: 2-й Пролетарский; Движенческий; Ершовский; Завражский; Мало-Архангельский; Маяковского; Огородный; Парковый; Прудный; Содемский; Техникумовский; Тупиковый; Турундаевские (1-й, 2-й, 3-й, 4-й); Турундаевский; Флотский; Южный; - тупики: Грузовой - площади: Бабушкина; А.С.Дрыгина; Кремлёвская; Торговая; - территории: 497, 498 км Архангельской линии; 595 км Ленинградской линии (без №); Куралит; Промплощадка льнокомбината; Флотский поселок; - больницы: городская больница № 1; городская больница № 3; Медсанчасть УВД; отделенческая больница ст. Вологда СЖД; онкологический диспансер; родильный дом № 1; село Молочное | Денисова, Марина Васильевна      |
| Заречный         | 2        | Заречный округ (Вологда) город Вологда: - улицы: Баранковская; Варенцовой; Водников; Геофизическая; Гиляровского; Гоголя; Гор.Вал; Горького; Граничная; Дальняя; Добролюбова; Доронино; Доронинская; Дьяконовская; Железнодорожная; Заливная; Заречная; Канифольная; Карла Маркса; Колхозная; Комсомольская; Красноармейская; Лаврова; Малая Сибирская; Машиностроительная; Мелиораторов; Монастырская; Мудрова; Некрасова; Никольская; Образцова; Ольховая; Открытая; Полярная; Прилуцкая; Присухонская; Проектируемая; Прокатова; Пугачева; Разина; Рубцова; Саммера; Самойло; Связи; Северная; Сокольская; Солнечная; Строителей; Судоремонтная; Сухонская; Тепенькинская; Тихая; Трудовая; Фрязиновская; Хорхоринская; Чернышевского; Энгельса; - набережные: VI Армии - шоссе: Ново-Архангельское; Старое; - проезды: Линейный - площади: Чайковского - переулки: Водников; Гоголя; Доронинские (1-й, 2-й, 3-й, 4-й); Железнодорожный; Заболотный; Кривой; Некрасовский; Никольский; Ольховый; Полярный; Судоремонтный; Тихие (1-й, 2-й); Тополевый; Чернышевского; - территории: Лесобиржа; ст. Рыбкино; Спасо-Прилуцкий монастырь; - больницы: Вологодская больница ГУ "СЦМ им.Семашко Минздрава России" (Больница Водников); Вологодская центральная районная больница; госпиталь; родильный дом № 2; - здание ИЗ-35/2; | Долженко, Денис Евгеньевич       |
| Восточный        | 3        | Восточный округ (Вологда) город Вологда: - улицы: Архангельская; Беляева; Береговая; Болонина; Великоустюгская; Воркутинская; Воронежская; Галичская; Головиновская; Горка; Дзержинского; Евковская; Есенинская; Зеленая; Ильинская; Индустриальная; Казакова; Конева; Ловенецкого; Медуницинская; Минская; Мишкольцская; Можайского; Молодёжная; Московская; Новгородская (чётная сторона – дом № 6, нечётная сторона: дома № 15-39,39а); Одесская; Осаново; Петрозаводская; Пионерская; Планерная; Пригородная; Профсоюзная; Прядильщиков; Псковская (дом № 19); Ростиловская; Сергея Преминина; Сибирская; Сметьевская; Текстильщиков; Техническая; Трактористов; Транспортная; Угловая; Уральская; Центральная; Чапыжник; Четряковская; Шараповская; Шевяковская; Щеглинская; Энергетиков; Южная; Ярославская (чётная сторона: дома №№ 18 - 40,40а,44а; нечётная сторона: дома №№ 11 - 31) - шоссе: Московское; Пошехонское шоссе (кроме дома № 4); - проезды: Осановский - переулки:Ботанический; Грязовецкий; Индустриальный; Клубный; Конторский; Крайний; Линейный; Локомотивный; Межевой; Новый; Паровозный; Прядильный; Станционный; Технический; Ткацкий; Топливный; Центральный; Школьный; Южная роща; - территории: Лоста-пассажирская; Лоста-сортировочная; - больницы: акушерско-гинекологическое отделение областной больницы № 1; инфекционная; областная офтальмологическая больница; противотуберкулезный диспансер; хирургическое отделение областной больницы № 1 | Заварин, Роман Юрьевич           |
| Западный         | 4        | Западный округ (Вологда) город Вологда: - улицы: Ананьинская; Возрождения; Вологодская (кроме домов № 1,3); Восточная; Гагарина; Говоровская; Гончарная; Дачная; Детская; Дубровская; Екимцевская; Ефимьевская; Западная; Ильюшина; Кирилловская; Кирилловские (1-я - 6-я); Кирпичная; Клубова (чётная сторона: дома № 60а-122; нечётная сторона: дома № 15 - 83); Коничева; Копрецовская; Костромская; Кубинская (чётная сторона: дома № 2 -16; нечётная сторона: дома № 1 - 13,13а); Кувшиновская; Ленинградская (чётная сторона: дома №№ 64-150; нечётная сторона.: дома №№ 73 - 115); Лечебная; Лукьяновская; Луначарского; М. Поповича (чётная сторона: дома №№ 4-20; нечётная сторона: дома №№ 5 - 27); Набережная; Народная; Новгородская (нечётная сторона.: дома № 1 - 11); Овражная; Охмыльцевская; Панкратова; Петина; Поселковая; Почтовая; Преображенского; Псковская (кроме дома № 19); Республиканская; Рыбная; Садовые (1-я - 8-я); Сиреневая; Солодунова; Спирина; Средняя; Тендрякова; Усадебная; Цветочная; Чапаева; Череповецкая; Чернышовская; Чкалова; Шекснинская; Щетинина; Южакова; Ягодная; Ярославская (чётная сторона: дома № 4 - 16, 16а, 16б; нечётная сторона: дома № 3 - 7, 7а, 7б); - микрорайоны: Первый микрорайон ГПЗ-23; Тепличный - шоссе: Ленинградское; Окружное; Пошехонское (дом № 4) - проезды: Говоровский - переулки: Аллейный; Ананьинский; Верхний; Главный; Говоровские (1-й, 2-й, 3-й); Детский; Долгий; Западный; Застроечный; Индивидуальный; Кольцевой; Конечный; Майский; Овражный; Поселковый; Производственный; Прямой; Раздельный; Рыбный; Рыночный; Слесарный; Средний; Трудовой; Узкий; Февральский; Чехова; Янгосорский; - тупики: Ленинградский - территории: 591 км Ленинградской линии; 595 км Ленинградской линии (дом № 2) - больницы: Вологодская областная больница № 1 | Бахтенко, Елена Юрьевна          |
| Юго-Западный     | 5        | Юго-Западный округ (Череповец) город Череповец: - улицы: Бабушкина; Бардина; Батюшкова; Будьковская; Вичеловская; Гагарина; Годовикова; Городецкая; Гритинская; Дальняя; Домозеровская; Жукова; Загородная; Западная; Ильинская; Кабачинская; Клубный проезд; Коллективная; Ленина (дома № 116, 116А, 118, 118А, 120, 120А, 122, 122А, 124, 126, 128, 129, 129А, 130, 131, 131А, 131Б, 131В, 132, 133, 133А, 133Б, 133В, 134, 135, 136, 137, 138, 139, 140, 141, 142, 143, 145, 147, 149, 151, 151А, 153, 153/А, 155, 155А, 157, 159, 159А, 161, 163, 165, 167, 169, 171, 173); Ленинградская; Лесная; Лесопильная; Ломоносова (дома № 2/26, 4, 6, 8, 8А, 8Б, 10, 12, 12А, 12Б, 14, 14А, 15, 16, 17, 19, 20, 25, 28, 28А, 30, 30А, 31, 32, 32/А, 33, 34, 35, 35А, 37, 39, 47, 49, 51, 53, 55, 57); Луговая; Луковецкая; Любецкая; Мамлеева; Матуринская; Менделеева; Металлургов, (дома №№ 20, 26, 28, 30, 32, 34, 36, 38, 40, 42, 43, 44, 45, 46, 47, 49, 51, 53, 55, 57, 59, 61, 65, 67); Мира; Монтклер; Наседкина; Новогритинская; Новосельская; Парковая; Питинская; Полевая; Промышленная; Раахе; Раменская; Резникова; Речников; Рождественская; Рыбинская; Сазонова; Совхозная; Старогритинская; Устюженская; Чкалова; Якунинская - проспекты: Октябрьский; Строителей; Шекснинский - бульвары: Доменщиков, (дома № 25, 29, 32, 34, 35, 36, 38, 39, 39/А, 39/Б, 41); - переулки: Малый - площади: Строителей - территории: Лесозавод | Гусева, Людмила Анатольевна      |
| Индустриальный   | 6        | Индустриальный округ (Череповец) город Череповец: - улицы: Андреевская; Базовая; Бородинская; Васильевская; Веретьевская; Верещагина; Весенняя; Вологодская; Володарского; Городского питомника; Данилова; Дементьевская; Детская; Дзержинского; Добролюбова; Жуковского; Заречная; К. Либкнехта; К. Маркса; Канавная; Комарова; Коммунистов; Комсомольская (дома № 2, 4, 6, 8, 8/А, 10, 12, 14, 15, 16, 17, 18, 19, 20, 21, 22, 23, 24, 25, 27, 29, 33, 35, 37, 39, 41, 43, 45); Кравченко; Курманова; Л. Толстого; Ленина (дома № 1, 3, 5, 7, 11, 24, 26, 26/А, 29, 33, 35, 36, 39, 39/А, 45, 46, 47, 51, 52, 54, 54А, 58, 58А, 59, 60, 61, 63, 64, 66, 67, 67А, 73, 74, 76, 78, 80, 84, 86, 88, 90, 92А, 92Б, 94, 96А, 97, 98А, 98Б, 98В, 98Г, 99, 99А, 100Б, 101, 102А, 102Б, 103, 104, 105, 106, 106Б, 107, 107А, 108, 108Б, 109, 110, 110А, 111, 112, 113, 114, 114А, 115, 117, 117/А, 119, 121, 123, 123А); Линейная; Ломоносова (дома №№ 36, 36А, 38, 38А, 40, 40А, 41, 45); М. Горького; Маяковского; Мелиоративная; Металлургов (дома № 1, 2, 3, 3А, 4, 4А, 5, 5А, 5Б, 6, 7, 8, 9, 9А, 9Б, 10, 11, 11А, 12, 13, 13А, 13Б, 14, 14А, 15, 15А, 16, 17, 17А, 18, 19, 19Б, 21, 21А, 23, 27, 29, 31, 33, 35, 37, 39); Милютина; Молодёжная (дома № 2, 2Б, 6, 8, 10, 12, 14, 29, 31, 33/46); Московская; Набережная; Некрасова; Новая Комсомольская; Новая Молодёжная; Новая Школьная; Остинская (дома №№ 3, 5, 5А, 7, 9, 11, 13, 15, 17, 34, 36, 38, 40, 42, 44); П. Окинина (дома № 1А, 2А, 3А, 4А, 5А, 6А, 7А, 8А, 9А, 10А, 11А, 12А, 13А, 14А, 15А); Пионерская (дома № 2, 5, 7, 11, 19А); Проезжая; Пролетарская; Пушкинская; Р. Люксембург; Северная; Социалистическая; Сталеваров; Тепличная; Труда; Центральная; Школьная; Шубацкая - проспекты: Луначарского; Московский; Победы (дома №№ 1, 3, 3А, 3Б, 4, 5А, 6, 7, 8, 9, 10, 10А, 12, 14, 15, 16А, 16Б, 17, 18, 19, 21, 22, 23/17, 24, 26, 27, 28, 29, 30, 31, 32, 33, 35, 37, 38, 40, 40А, 41, 42, 43, 43Б, 44, 45, 46, 47, 48, 49, 50, 51, 53, 55, 56, 57, 58, 58А, 60, 61, 62, 62А, 63, 64, 65, 66, 67, 68, 69, 71, 72, 73, 74, 75, 76, 77, 78, 79, 80, 81, 82, 84, 86, 88, 90, 92); Советский - линии: 1-я, 2-я, 3-я, 4-я, 5-я - шоссе: Кирилловское; Северное (дом № 67В); - набережные: Серовки - бульвары: Доменщиков (дома №№ 43, 44, 45, 46, 47 48А) - площади: Металлургов; Революции - переулки: Болотный; Каменный; Комсомольский; Красный; Новый; Серов; Ухтомского | Ставровский, Михаил Сергеевич    |
| Северо-Восточный | 7        | Северо-Восточный округ (Череповец) город Череповец: - улицы: Архангельская (дома № 19, 21, 21А, 21Б, 23, 25, 27, 29, 31, 33, 35, 37, 37А, 37Б, 39, 41, 70, 72, 74, 76, 78, 80, 86, 88, 92, 94, 96, 100, 100Б, 102, 104, 106, 108, 110, 112, 114, 116, 118); Безымянная; Боршодская; Ветеранов; Гоголя (дома № 43, 45, 47, 49, 49А, 52, 54, 56); Ельнинская; Ивачевская; К. Беляева (дома № 1/84, 2, 2/82, 2А, 2Б, 3, 4, 4А, 5, 6, 7, 8, 9, 10, 11, 12, 13, 14, 15, 16, 17, 18, 19, 20, 21, 22, 23, 24, 25, 26, 27, 28, 29, 30, 31, 33, 35, 39, 41, 43, 45, 47, 49, 51, 53, 53А, 53Б, 55, 57, 67, 71, 71А, 73, 75) ; Краснодонцев; Лазурная; Леднева; Молодёжная (дома № 1, 1/А, 2, 3, 4, 5, 6, 7, 11, 13, 16, 17, 18, 19, 20, 21, 21А, 23); Моченкова (дома № 2, 4, 8, 10, 12, 14, 14А, 17, 18, 19, 20, 22, 24, 26); Олимпийская (дома № 39, 41, 43, 45, 47, 49, 53, 53А, 55, 57, 57А, 57Б, 59, 61, 63, 63/А, 65, 67, 71, 73, 75, 77); Ольховая; Остинская (дома № 48, 50, 52, 54А, 54Б, 54В); П. Окинина, (дома №№ 1, 3, 4, 5, 7, 8/31, 9, 10, 11, 12, 14, 16, 16/2, 16/3, 16/4, 16/5, 16/6, 16/8, 68, 70, 74, 76, 78); Пионерская (дома № 10, 12, 13, 14, 14А, 14Б, 15, 16, 17, 17А, 19, 19Б, 19В, 21, 22, 23, 23А, 23Б, 23В, 25, 27, 28, 28/6); Радужная; Садовая; Свердлова; Семенковская; Серовская; Сиреневая; Солнечная; Спортивная; Тимохина; Тенистая; Усадебная; Юбилейная (дома № 27, 29, 31, 33, 35, 37, 39, 40, 43, 43А, 45, 45А, 46, 47, 48, 49, 50, 52, 54, 56, 58, 60, 62, 64, 66, 68) - проспекты: Победы (дома № 91, 93, 93Б, 95, 97, 99, 99В, 101, 103, 105, 107/1, 109, 111, 113, 115, 117, 119, 121, 123, 125, 127, 129, 131, 133/19, 137, 139, 141, 143, 145, 147, 149, 151, 153, 155, 157, 159) - шоссе: Северное (дома № 3, 5, 7, 9, 10, 11, 13, 15, 17, 19, 21, 23, 25, 27, 29, 31, 33, 35, 37, 39) - линии: 6-я, 7-я - переулки: Свердлова | Иванов, Евгений Григорьевич      |
| Первомайский     | 8        | Первомайский округ (Череповец) город Череповец: - улицы (дома): Архангельская (дома № 3, 3А, 5, 5А, 5Б, 7, 7А, 7Б, 9, 9А, 11, 13, 13А, 13Б, 15, 15А, 15Б, 17, 17А, 17Б, 36, 38, 40, 42, 44, 46, 46А, 48, 48А, 50, 52, 54, 56, 58, 58А, 60, 62, 64, 66, 68); Белинского; Биржевая; Борковская; Ветка Чола; Волгучинская; Гоголя (дома № 6, 8, 9, 9/А, 10, 12, 13, 14, 15, 15А, 15Б, 17, 18, 19, 20, 21, 21А, 21Б, 22, 23, 24, 25, 27, 28, 29, 30, 32, 33, 33А, 34, 36, 38, 40, 42, 44, 46); Головные сооружения; К. Белова; К. Беляева (дома № 32, 34, 36, 38, 40, 42, 44, 44/А, 46, 46А, 48, 50/37, 80, 82, 84, 86, 88, 90, 92, 94); Красная; Олимпийская (дома № 3, 5, 7, 9, 9А, 11, 13, 13А, 17, 19, 21, 23, 23/210, 25, 27, 29, 31А, 33, 35, 37); Отдыха; Первомайская; Песчаная; Портовая; Суворова; Судостроительная; Транспортная; Химиков; Юбилейная (дома № 3, 5, 7, 9, 11, 12, 13, 14, 15, 15А, 16, 17, 17А, 18, 19, 20, 21, 22, 23, 24, 26, 28, 30, 32, 36, 38, 40, 42, 44, 44А, 46) - проспекты: Победы (дома №№ 94, 100, 102, 104, 106, 108, 110, 112, 114, 116, 118, 120, 122, 124, 124А, 126, 128, 130, 132, 134, 136, 138, 140, 142, 144, 146, 148, 150, 152, 156, 158, 160, 161, 162, 163, 163/А, 164, 165, 166, 167, 168, 169, 170/34, 171, 172, 173, 174, 175, 176, 177, 178, 179, 180, 181, 181А, 182, 183, 184, 185, 186, 186А, 186Б, 187, 188, 189, 190, 192, 193, 194, 195, 195/25, 196, 202, 204, 206, 208, 208А, 210) - проезды: 1-й Биржевой; 2-й Биржевой; 3-й Биржевой проезд; Транспортный | Подволоцкий, Андрей Генрихович   |
| Великоустюгский  | 9        | Великоустюгский район | Муромцева, Татьяна Павловна      |
| Сокольский       | 10       | Сокольский район, Сямженский район | Ячеистова, Людмила Георгиевна    |
| Бабаевский       | 11       | Бабаевский район, Вытегорский район, Чагодощенский район | Шамурин, Николай Васильевич      |
| Вологодский      | 12       | Вологодский район, Кирилловский район, Усть-Кубинский район | Буланов, Владимир Викторович     |
| Грязовецкий      | 13       | Грязовецкий район, Междуреченский район, Тотемский район | Соловей, Валерий Олегович        |
| Кадуйский        | 14       | Белозерский район, Вашкинский район, Кадуйский район, Устюженский район | Пахарев, Сергей Михайлович]      |
| Никольский       | 15       | Бабушкинский район, Кичменгско-Городецкий район, Никольский район, Нюксенский район | Горчаков, Павел Александрович    |
| Харовский        | 16       | Вожегодский район, Верховажский район, Тарногский район, Харовский район | Сверчков, Владимир Александрович |
| Череповецкий     | 17       | Череповецкий район, Шекснинский район | Березин, Станислав Станиславович |

### Созыв 2011—2016 годов
На выборах 4 декабря 2011 года приняло участие 4 региональных отделения политических партий — «Единая Россия», «Справедливая Россия», «КПРФ» и «ЛДПР». Все партии преодолели проходной барьер в 7 % и получили следующее представительство в Законодательном собрании:
| 1. Тихомиров, Николай Васильевич |
| 2. Иванов, Евгений Григорьевич   |
| 3. Никитина, Татьяна Ивановна    |
| 4. Ордин, Юрий Вячеславович      |
| 5. Заварин, Роман Юрьевич        |
| 6. Баданина, Александра Петровна |

| 1. Савоськина, Маргарита Ираклиевна  |
| 2. Долженко, Денис Евгеньевич        |
| 3. Вавилов, Виктор Владимирович      |
| 4. Тельтевской, Александр Дмитриевич |
| 5. Калябин, Александр Васильевич     |

| 1. Жаравин, Николай Алексеевич     |
| 2. Морозов, Александр Николаевич   |
| 3. Оболочков, Александр Николаевич |

| 1. Ермаков, Андрей Станиславович |
| 2. Гримов, Антон Юрьевич         |
| 3. Башкирцев, Дмитрий Сергеевич  |

### Созыв 2007—2011 годов
По итогам выборов 11 марта 2007 года одномандатные округа получили следующее представительство в Законодательном Собрании:
| Округ            | № округа | Территория округа | Избранный депутат                |
| ---------------- | -------- | --- | -------------------------------- |
| Центральный      | 1        | Центральный округ (Вологда) город Вологда: - улицы: III Интернационала; 4-я Полевая; Авксентьевского; Батюшкова; Благовещенская; Бурмагиных; Ветошкина; Вологодская (№ 1, 3); Воровского; Галкинская; Герцена; Ершовская; Завражская; Залинейная; Засодимского; Зосимовская; Каменный мост; Кирова; Клубова (№ 18, 32); Козленская; Коммунистическая; Копанка; Короткая; Крюк; Кубинская (чётная сторона: дома № 16—48); Левичева; Ленинградская (чётная сторона №№ 2а-48); Леденцова; Ленина; Лермонтова; Луговая; М. Поповича (чётная сторона: дома № 20а — 26, нечётная сторона — № 41); М.Ульяновой; Мальцева; Маяковского; Мира; Мохова; Октябрьская; Первомайская; Пирогова; Полевая; Предтеченская; Пролетарская; Промышленная; Путейская; Пушкинская; Рабочая; Рощинская; С. Орлова; Слободская; Товарная; Турундаевская; Ударников; Хлюстова; Челюскинцев; Чехова; Элеваторная; Яшина; - набережные: Пречистенская - проспекты: Победы; Советский - шоссе: Белозерское - переулки: 2-й Пролетарский; Движенческий; Ершовский; Завражский; Мало-Архангельский; Маяковского; Огородный; Парковый; Прудный; Содемский; Техникумовский; Тупиковый; Турундаевские (1-й, 2-й, 3-й, 4-й); Турундаевский; Флотский; Южный; - тупики: Грузовой - площади: Бабушкина; А.С.Дрыгина; Кремлёвская; Торговая; - территории: 497, 498 км Архангельской линии; 595 км Ленинградской линии (без №); Куралит; Промплощадка льнокомбината; Флотский поселок; - больницы: городская больница № 1; городская больница № 3; Медсанчасть УВД; отделенческая больница ст. Вологда СЖД; онкологический диспансер; родильный дом № 1; село Молочное | Денисова, Марина Васильевна      |
| Заречный         | 2        | Заречный округ (Вологда) город Вологда: - улицы: Баранковская; Варенцовой; Водников; Геофизическая; Гиляровского; Гоголя; Гор.Вал; Горького; Граничная; Дальняя; Добролюбова; Доронино; Доронинская; Дьяконовская; Железнодорожная; Заливная; Заречная; Канифольная; Карла Маркса; Колхозная; Комсомольская; Красноармейская; Лаврова; Малая Сибирская; Машиностроительная; Мелиораторов; Монастырская; Мудрова; Некрасова; Никольская; Образцова; Ольховая; Открытая; Полярная; Прилуцкая; Присухонская; Проектируемая; Прокатова; Пугачева; Разина; Рубцова; Саммера; Самойло; Связи; Северная; Сокольская; Солнечная; Строителей; Судоремонтная; Сухонская; Тепенькинская; Тихая; Трудовая; Фрязиновская; Хорхоринская; Чернышевского; Энгельса; - набережные: VI Армии - шоссе: Ново-Архангельское; Старое; - проезды: Линейный - площади: Чайковского - переулки: Водников; Гоголя; Доронинские (1-й, 2-й, 3-й, 4-й); Железнодорожный; Заболотный; Кривой; Некрасовский; Никольский; Ольховый; Полярный; Судоремонтный; Тихие (1-й, 2-й); Тополевый; Чернышевского; - территории: Лесобиржа; ст. Рыбкино; Спасо-Прилуцкий монастырь; - больницы: Вологодская больница ГУ "СЦМ им.Семашко Минздрава России" (Больница Водников); Вологодская центральная районная больница; госпиталь; родильный дом № 2; - здание ИЗ-35/2; | Доможиров, Евгений Валерьевич    |
| Восточный        | 3        | Восточный округ (Вологда) город Вологда: - улицы: Архангельская; Беляева; Береговая; Болонина; Великоустюгская; Воркутинская; Воронежская; Галичская; Головиновская; Горка; Дзержинского; Евковская; Есенинская; Зеленая; Ильинская; Индустриальная; Казакова; Конева; Ловенецкого; Медуницинская; Минская; Мишкольцская; Можайского; Молодёжная; Московская; Новгородская (чётная сторона – дом № 6, нечётная сторона: дома № 15-39,39а); Одесская; Осаново; Петрозаводская; Пионерская; Планерная; Пригородная; Профсоюзная; Прядильщиков; Псковская (дом № 19); Ростиловская; Сергея Преминина; Сибирская; Сметьевская; Текстильщиков; Техническая; Трактористов; Транспортная; Угловая; Уральская; Центральная; Чапыжник; Четряковская; Шараповская; Шевяковская; Щеглинская; Энергетиков; Южная; Ярославская (чётная сторона: дома №№ 18 - 40,40а,44а; нечётная сторона: дома №№ 11 - 31) - шоссе: Московское; Пошехонское шоссе (кроме дома № 4); - проезды: Осановский - переулки:Ботанический; Грязовецкий; Индустриальный; Клубный; Конторский; Крайний; Линейный; Локомотивный; Межевой; Новый; Паровозный; Прядильный; Станционный; Технический; Ткацкий; Топливный; Центральный; Школьный; Южная роща; - территории: Лоста-пассажирская; Лоста-сортировочная; - больницы: акушерско-гинекологическое отделение областной больницы № 1; инфекционная; областная офтальмологическая больница; противотуберкулезный диспансер; хирургическое отделение областной больницы № 1 | Воропанов, Сергей Александрович  |
| Западный         | 4        | Западный округ (Вологда) город Вологда: - улицы: Ананьинская; Возрождения; Вологодская (кроме домов № 1,3); Восточная; Гагарина; Говоровская; Гончарная; Дачная; Детская; Дубровская; Екимцевская; Ефимьевская; Западная; Ильюшина; Кирилловская; Кирилловские (1-я - 6-я); Кирпичная; Клубова (чётная сторона: дома № 60а-122; нечётная сторона: дома № 15 - 83); Коничева; Копрецовская; Костромская; Кубинская (чётная сторона: дома № 2 -16; нечётная сторона: дома № 1 - 13,13а); Кувшиновская; Ленинградская (чётная сторона: дома №№ 64-150; нечётная сторона.: дома №№ 73 - 115); Лечебная; Лукьяновская; Луначарского; М. Поповича (чётная сторона: дома №№ 4-20; нечётная сторона: дома №№ 5 - 27); Набережная; Народная; Новгородская (нечётная сторона.: дома № 1 - 11); Овражная; Охмыльцевская; Панкратова; Петина; Поселковая; Почтовая; Преображенского; Псковская (кроме дома № 19); Республиканская; Рыбная; Садовые (1-я - 8-я); Сиреневая; Солодунова; Спирина; Средняя; Тендрякова; Усадебная; Цветочная; Чапаева; Череповецкая; Чернышовская; Чкалова; Шекснинская; Щетинина; Южакова; Ягодная; Ярославская (чётная сторона: дома № 4 - 16, 16а, 16б; нечётная сторона: дома № 3 - 7, 7а, 7б); - микрорайоны: Первый микрорайон ГПЗ-23; Тепличный - шоссе: Ленинградское; Окружное; Пошехонское (дом № 4) - проезды: Говоровский - переулки: Аллейный; Ананьинский; Верхний; Главный; Говоровские (1-й, 2-й, 3-й); Детский; Долгий; Западный; Застроечный; Индивидуальный; Кольцевой; Конечный; Майский; Овражный; Поселковый; Производственный; Прямой; Раздельный; Рыбный; Рыночный; Слесарный; Средний; Трудовой; Узкий; Февральский; Чехова; Янгосорский; - тупики: Ленинградский - территории: 591 км Ленинградской линии; 595 км Ленинградской линии (дом № 2) - больницы: Вологодская областная больница № 1 | Сивков, Андрей Николаевич        |
| Юго-Западный     | 5        | Юго-Западный округ (Череповец) город Череповец: - улицы: Бабушкина; Бардина; Батюшкова; Будьковская; Вичеловская; Гагарина; Годовикова; Городецкая; Гритинская; Дальняя; Домозеровская; Жукова; Загородная; Западная; Ильинская; Кабачинская; Клубный проезд; Коллективная; Ленина (дома № 116, 116А, 118, 118А, 120, 120А, 122, 122А, 124, 126, 128, 129, 129А, 130, 131, 131А, 131Б, 131В, 132, 133, 133А, 133Б, 133В, 134, 135, 136, 137, 138, 139, 140, 141, 142, 143, 145, 147, 149, 151, 151А, 153, 153/А, 155, 155А, 157, 159, 159А, 161, 163, 165, 167, 169, 171, 173); Ленинградская; Лесная; Лесопильная; Ломоносова (дома № 2/26, 4, 6, 8, 8А, 8Б, 10, 12, 12А, 12Б, 14, 14А, 15, 16, 17, 19, 20, 25, 28, 28А, 30, 30А, 31, 32, 32/А, 33, 34, 35, 35А, 37, 39, 47, 49, 51, 53, 55, 57); Луговая; Луковецкая; Любецкая; Мамлеева; Матуринская; Менделеева; Металлургов, (дома №№ 20, 26, 28, 30, 32, 34, 36, 38, 40, 42, 43, 44, 45, 46, 47, 49, 51, 53, 55, 57, 59, 61, 65, 67); Мира; Монтклер; Наседкина; Новогритинская; Новосельская; Парковая; Питинская; Полевая; Промышленная; Раахе; Раменская; Резникова; Речников; Рождественская; Рыбинская; Сазонова; Совхозная; Старогритинская; Устюженская; Чкалова; Якунинская - проспекты: Октябрьский; Строителей; Шекснинский - бульвары: Доменщиков, (дома № 25, 29, 32, 34, 35, 36, 38, 39, 39/А, 39/Б, 41); - переулки: Малый - площади: Строителей - территории: Лесозавод | Малышев, Геннадий Александрович  |
| Индустриальный   | 6        | Индустриальный округ (Череповец) город Череповец: - улицы: Андреевская; Базовая; Бородинская; Васильевская; Веретьевская; Верещагина; Весенняя; Вологодская; Володарского; Городского питомника; Данилова; Дементьевская; Детская; Дзержинского; Добролюбова; Жуковского; Заречная; К. Либкнехта; К. Маркса; Канавная; Комарова; Коммунистов; Комсомольская (дома № 2, 4, 6, 8, 8/А, 10, 12, 14, 15, 16, 17, 18, 19, 20, 21, 22, 23, 24, 25, 27, 29, 33, 35, 37, 39, 41, 43, 45); Кравченко; Курманова; Л. Толстого; Ленина (дома № 1, 3, 5, 7, 11, 24, 26, 26/А, 29, 33, 35, 36, 39, 39/А, 45, 46, 47, 51, 52, 54, 54А, 58, 58А, 59, 60, 61, 63, 64, 66, 67, 67А, 73, 74, 76, 78, 80, 84, 86, 88, 90, 92А, 92Б, 94, 96А, 97, 98А, 98Б, 98В, 98Г, 99, 99А, 100Б, 101, 102А, 102Б, 103, 104, 105, 106, 106Б, 107, 107А, 108, 108Б, 109, 110, 110А, 111, 112, 113, 114, 114А, 115, 117, 117/А, 119, 121, 123, 123А); Линейная; Ломоносова (дома №№ 36, 36А, 38, 38А, 40, 40А, 41, 45); М. Горького; Маяковского; Мелиоративная; Металлургов (дома № 1, 2, 3, 3А, 4, 4А, 5, 5А, 5Б, 6, 7, 8, 9, 9А, 9Б, 10, 11, 11А, 12, 13, 13А, 13Б, 14, 14А, 15, 15А, 16, 17, 17А, 18, 19, 19Б, 21, 21А, 23, 27, 29, 31, 33, 35, 37, 39); Милютина; Молодёжная (дома № 2, 2Б, 6, 8, 10, 12, 14, 29, 31, 33/46); Московская; Набережная; Некрасова; Новая Комсомольская; Новая Молодёжная; Новая Школьная; Остинская (дома №№ 3, 5, 5А, 7, 9, 11, 13, 15, 17, 34, 36, 38, 40, 42, 44); П. Окинина (дома № 1А, 2А, 3А, 4А, 5А, 6А, 7А, 8А, 9А, 10А, 11А, 12А, 13А, 14А, 15А); Пионерская (дома № 2, 5, 7, 11, 19А); Проезжая; Пролетарская; Пушкинская; Р. Люксембург; Северная; Социалистическая; Сталеваров; Тепличная; Труда; Центральная; Школьная; Шубацкая - проспекты: Луначарского; Московский; Победы (дома №№ 1, 3, 3А, 3Б, 4, 5А, 6, 7, 8, 9, 10, 10А, 12, 14, 15, 16А, 16Б, 17, 18, 19, 21, 22, 23/17, 24, 26, 27, 28, 29, 30, 31, 32, 33, 35, 37, 38, 40, 40А, 41, 42, 43, 43Б, 44, 45, 46, 47, 48, 49, 50, 51, 53, 55, 56, 57, 58, 58А, 60, 61, 62, 62А, 63, 64, 65, 66, 67, 68, 69, 71, 72, 73, 74, 75, 76, 77, 78, 79, 80, 81, 82, 84, 86, 88, 90, 92); Советский - линии: 1-я, 2-я, 3-я, 4-я, 5-я - шоссе: Кирилловское; Северное (дом № 67В); - набережные: Серовки - бульвары: Доменщиков (дома №№ 43, 44, 45, 46, 47 48А) - площади: Металлургов; Революции - переулки: Болотный; Каменный; Комсомольский; Красный; Новый; Серов; Ухтомского | Шевцов, Георгий Егорович         |
| Северо-Восточный | 7        | Северо-Восточный округ (Череповец) город Череповец: - улицы: Архангельская (дома № 19, 21, 21А, 21Б, 23, 25, 27, 29, 31, 33, 35, 37, 37А, 37Б, 39, 41, 70, 72, 74, 76, 78, 80, 86, 88, 92, 94, 96, 100, 100Б, 102, 104, 106, 108, 110, 112, 114, 116, 118); Безымянная; Боршодская; Ветеранов; Гоголя (дома № 43, 45, 47, 49, 49А, 52, 54, 56); Ельнинская; Ивачевская; К. Беляева (дома № 1/84, 2, 2/82, 2А, 2Б, 3, 4, 4А, 5, 6, 7, 8, 9, 10, 11, 12, 13, 14, 15, 16, 17, 18, 19, 20, 21, 22, 23, 24, 25, 26, 27, 28, 29, 30, 31, 33, 35, 39, 41, 43, 45, 47, 49, 51, 53, 53А, 53Б, 55, 57, 67, 71, 71А, 73, 75) ; Краснодонцев; Лазурная; Леднева; Молодёжная (дома № 1, 1/А, 2, 3, 4, 5, 6, 7, 11, 13, 16, 17, 18, 19, 20, 21, 21А, 23); Моченкова (дома № 2, 4, 8, 10, 12, 14, 14А, 17, 18, 19, 20, 22, 24, 26); Олимпийская (дома № 39, 41, 43, 45, 47, 49, 53, 53А, 55, 57, 57А, 57Б, 59, 61, 63, 63/А, 65, 67, 71, 73, 75, 77); Ольховая; Остинская (дома № 48, 50, 52, 54А, 54Б, 54В); П. Окинина, (дома №№ 1, 3, 4, 5, 7, 8/31, 9, 10, 11, 12, 14, 16, 16/2, 16/3, 16/4, 16/5, 16/6, 16/8, 68, 70, 74, 76, 78); Пионерская (дома № 10, 12, 13, 14, 14А, 14Б, 15, 16, 17, 17А, 19, 19Б, 19В, 21, 22, 23, 23А, 23Б, 23В, 25, 27, 28, 28/6); Радужная; Садовая; Свердлова; Семенковская; Серовская; Сиреневая; Солнечная; Спортивная; Тимохина; Тенистая; Усадебная; Юбилейная (дома № 27, 29, 31, 33, 35, 37, 39, 40, 43, 43А, 45, 45А, 46, 47, 48, 49, 50, 52, 54, 56, 58, 60, 62, 64, 66, 68) - проспекты: Победы (дома № 91, 93, 93Б, 95, 97, 99, 99В, 101, 103, 105, 107/1, 109, 111, 113, 115, 117, 119, 121, 123, 125, 127, 129, 131, 133/19, 137, 139, 141, 143, 145, 147, 149, 151, 153, 155, 157, 159) - шоссе: Северное (дома № 3, 5, 7, 9, 10, 11, 13, 15, 17, 19, 21, 23, 25, 27, 29, 31, 33, 35, 37, 39) - линии: 6-я, 7-я - переулки: Свердлова | Коротков, Евгений Николаевич     |
| Первомайский     | 8        | Первомайский округ (Череповец) город Череповец: - улицы (дома): Архангельская (дома № 3, 3А, 5, 5А, 5Б, 7, 7А, 7Б, 9, 9А, 11, 13, 13А, 13Б, 15, 15А, 15Б, 17, 17А, 17Б, 36, 38, 40, 42, 44, 46, 46А, 48, 48А, 50, 52, 54, 56, 58, 58А, 60, 62, 64, 66, 68); Белинского; Биржевая; Борковская; Ветка Чола; Волгучинская; Гоголя (дома № 6, 8, 9, 9/А, 10, 12, 13, 14, 15, 15А, 15Б, 17, 18, 19, 20, 21, 21А, 21Б, 22, 23, 24, 25, 27, 28, 29, 30, 32, 33, 33А, 34, 36, 38, 40, 42, 44, 46); Головные сооружения; К. Белова; К. Беляева (дома № 32, 34, 36, 38, 40, 42, 44, 44/А, 46, 46А, 48, 50/37, 80, 82, 84, 86, 88, 90, 92, 94); Красная; Олимпийская (дома № 3, 5, 7, 9, 9А, 11, 13, 13А, 17, 19, 21, 23, 23/210, 25, 27, 29, 31А, 33, 35, 37); Отдыха; Первомайская; Песчаная; Портовая; Суворова; Судостроительная; Транспортная; Химиков; Юбилейная (дома № 3, 5, 7, 9, 11, 12, 13, 14, 15, 15А, 16, 17, 17А, 18, 19, 20, 21, 22, 23, 24, 26, 28, 30, 32, 36, 38, 40, 42, 44, 44А, 46) - проспекты: Победы (дома №№ 94, 100, 102, 104, 106, 108, 110, 112, 114, 116, 118, 120, 122, 124, 124А, 126, 128, 130, 132, 134, 136, 138, 140, 142, 144, 146, 148, 150, 152, 156, 158, 160, 161, 162, 163, 163/А, 164, 165, 166, 167, 168, 169, 170/34, 171, 172, 173, 174, 175, 176, 177, 178, 179, 180, 181, 181А, 182, 183, 184, 185, 186, 186А, 186Б, 187, 188, 189, 190, 192, 193, 194, 195, 195/25, 196, 202, 204, 206, 208, 208А, 210) - проезды: 1-й Биржевой; 2-й Биржевой; 3-й Биржевой проезд; Транспортный | Канаев, Алексей Валерианович     |
| Великоустюгский  | 9        | Великоустюгский район | Егоров, Николай Александрович    |
| Сокольский       | 10       | Сокольский район, Сямженский район | Ячеистова, Людмила Георгиевна    |
| Бабаевский       | 11       | Бабаевский район, Вытегорский район, Чагодощенский район | Пахарев, Сергей Михайлович       |
| Вологодский      | 12       | Вологодский район, Кирилловский район, Усть-Кубинский район | Буланов, Владимир Викторович     |
| Грязовецкий      | 13       | Грязовецкий район, Междуреченский район, Тотемский район | Симаков, Константин Павлович     |
| Кадуйский        | 14       | Белозерский район, Вашкинский район, Кадуйский район, Устюженский район | Ставровский, Михаил Сергеевич    |
| Никольский       | 15       | Бабушкинский район, Кичменгско-Городецкий район, Никольский район, Нюксенский район | Попова, Нина Степановна          |
| Харовский        | 16       | Вожегодский район, Верховажский район, Тарногский район, Харовский район | Леухин, Виктор Львович           |
| Череповецкий     | 17       | Череповецкий район, Шекснинский район | Березин, Станислав Станиславович |

## Депутаты

### Статус депутата
Депутатом может быть избран любой гражданин Российской Федерации достигший 21 года, за исключением:
- недееспособных;
- содержащихся в местах лишения свободы по приговору суда;
- имеющих второе гражданство или постоянно проживающих за рубежом
- имеющих непогашенную судимость за тяжкие и особо тяжкие преступления, за преступления экстремистской направленности и пропаганду (публичную демонстрацию) нацистской символики
- подвергнутых наказанию за агитацию экстремистской направленности во время предвыборной кампании[22].

Срок полномочий депутатов Законодательного Собрания области одного созыва — 5 лет.

Депутат может осуществлять свою деятельность в двух формах:
- на постоянной (профессиональной) основе. В этом случае депутат замещает государственную должность и не может заниматься другой оплачиваемой деятельностью, кроме преподавательской, научной и творческой. При этом, согласно областному законодательству, эта деятельность не может финансироваться исключительно иностранными государствами и гражданами или иностранными и международными организациями. Депутат на постоянной основе не может также участвовать в качестве адвоката в суде. Председатель Законодательного Собрания и его заместители осуществляют свою деятельность на постоянной основе[24].
- на непостоянной основе (то есть без отрыва от основной деятельности). В этом случае депутатская деятельность является не основной, а жалование — меньше чем у депутатов на постоянной основе.

Депутат имеет удостоверение и нагрудный знак. Удостоверение является документом, подтверждающим личность и полномочия депутата.

Депутат Законодательного Собрания Вологодской области не может быть депутатом Государственной Думы, членом Совета Федерации, судьёй, а также замещать иные государственные и муниципальные должности.

Депутат Законодательного Собрания Вологодской области имеет право:
- законодательной инициативы, которая подлежит обязательному рассмотрению Законодательным Собранием;
- решающего голоса по всем вопросам, рассматриваемым Законодательным Собранием области;
- неприкосновенности;
- посещать органы государственной власти области, органы местного самоуправления, присутствовать на заседаниях их коллегиальных органов, а также посещать организации независимо от их организационно-правовых форм и форм собственности (за исключением организаций, доступ на территорию которых в соответствии с действующим законодательством ограничен);
- на внеочередной приём должностными лицами;
- на получение сведений, необходимых для осуществления депутатской деятельности, со стороны различных организаций, а также государственных и муниципальных органов;
- на обеспечение необходимых условий для работы с избирателями. При обращении депутата органами местного самоуправления (по согласованию) организуется временное выделение помещения, извещение избирателей о времени и месте проведения приемов и встреч;
- выступать с письменными обращениями и запросами в государственные и муниципальные органы, на которые не позднее, чем через 30 дней, должен быть дан ответ;
- на денежное содержание;
- на государственное страхование и отпуск;
- на предоставление служебного помещения в здании Законодательного Собрания, оборудованное мебелью, оргтехникой и средствами связи;
- на служебное жилое помещение;
- на служебный автотранспорт;
- на преимущественное поселение в гостиницах, расположенных на территории Вологодской области;
- содержать помощников, работающих по трудовому договору и (или) на общественных началах[27].

Вместе с тем, депутат обязан:
- принимать личное участие в заседании сессии Законодательного Собрания области;
- выполнять решения и поручения Законодательного Собрания области, принятые (данные) в пределах его компетенции и не противоречащие законодательству;
- не разглашать государственную, коммерческую и служебную тайну, а также персональные данные, ставшие ему известными в связи с осуществлением депутатской деятельности. Кроме того депутат не вправе разглашать содержание вопросов, рассмотренных на закрытом заседании сессии Законодательного Собрания;
- использовать свой статус исключительно для деятельности, связанной с осуществлением депутатских полномочий;
- отчитываться перед избирателями о своей депутатской деятельности;
- соблюдать нормы депутатской этики[28].

Досрочное прекращение депутатом своим полномочий может наступить только в случаях:
- письменного заявления депутата о сложении полномочий
- досрочного прекращения полномочий (роспуска) Законодательного Собрания области
- вступления в законную силу обвинительного приговора суда в отношении депутата
- признания депутата судом недееспособным/ограниченно дееспособным/безвестно отсутствующим/умершим
- нарушения закона «О статусе депутата Законодательного Собрания Вологодской области»
- отзыва депутата его избирателями
- утраты депутатом гражданства или его выезда за пределы Российской Федерации на постоянное место жительства
- смерти депутата[29].

## Структура
Законодательное собрание Вологодской области является однопалатным. В его структуру входят председатель, его заместители, коллегия, постоянные комитеты и комиссии, а также аппарат.

### Председатель
Председатель Законодательного Собрания избирается из числа его депутатов тайным голосованием и, согласно Регламенту Законодательного Собрания, обладает следующими полномочиями:
- ведение заседаний сессий Законодательного Собрания;
- курирование вопросов внутреннего распорядка Законодательного Собрания
- организация работы Коллегии Законодательного Собрания;
- общее руководство деятельностью аппарата Законодательного Собрания, назначение и увольнение работников аппарата;
- представительство Законодательного Собрания во взаимоотношениях с организациями и должностными лицами (включая должностных лиц и органы государственной власти и местного самоуправления), с общественными объединениями, а также должностными лицами иностранных государств и международными организациями;
- утверждение по согласованию с Коллегией Законодательного Собрания сметы расходов Законодательного Собрания и представление депутатам отчёта о её исполнении
- включение в проект повестки дня сессии Законодательного Собрания следующих вопросов о выборах на вакантную должность заместителя председателя Законодательного Собрания и о замещении вакантных должностей в постоянных комитетах (комиссии) Законодательного Собрания

Председатель Законодательного Собрания обязан:
- направлять поступившие в Законодательное Собрание законопроекты и материалы к ним в депутатские объединения и постоянные комитеты (комиссию) в соответствии с вопросами их ведения;
- подписывать все решения Законодательного Собрания;
- направлять Губернатору для подписания и обнародования законов области, принятых Законодательным Собранием;
- периодически отчитываться перед Законодательным Собранием о своей деятельности;
- представлять депутатам отчёт об исполнении сметы расходов Законодательного Собрания[30].

Законодательное Собрание вправе отменить любое распоряжение и поручение Председателя Законодательного Собрания, а также в любой момент отозвать его или его заместителей с занимаемой должности.

Председатели Законодательного Собрания Вологодской области
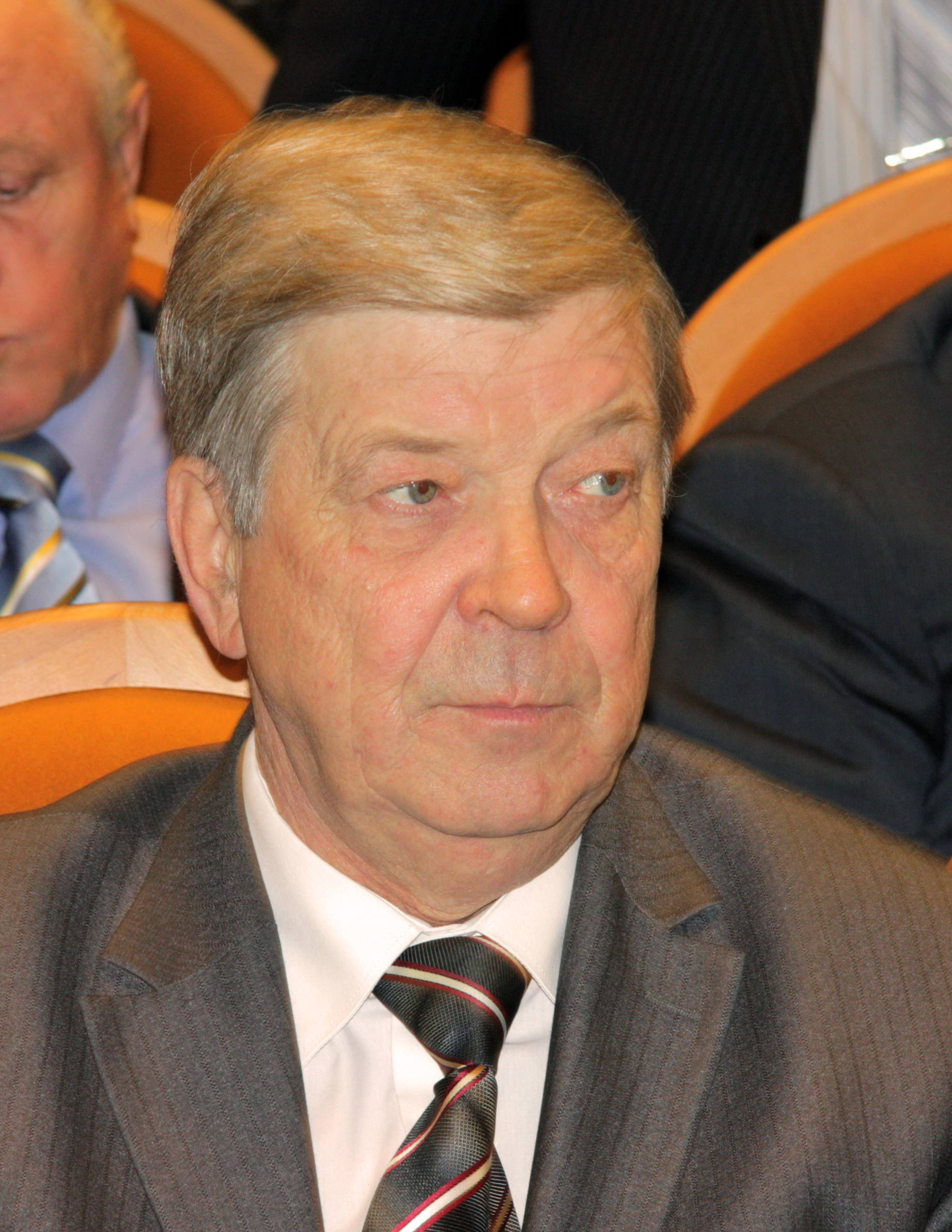
Геннадий Хрипель
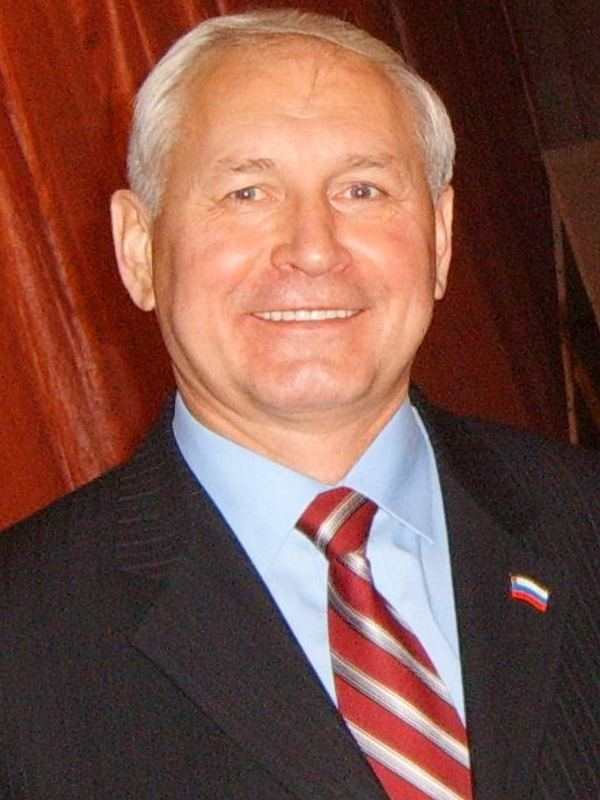
Николай Тихомиров
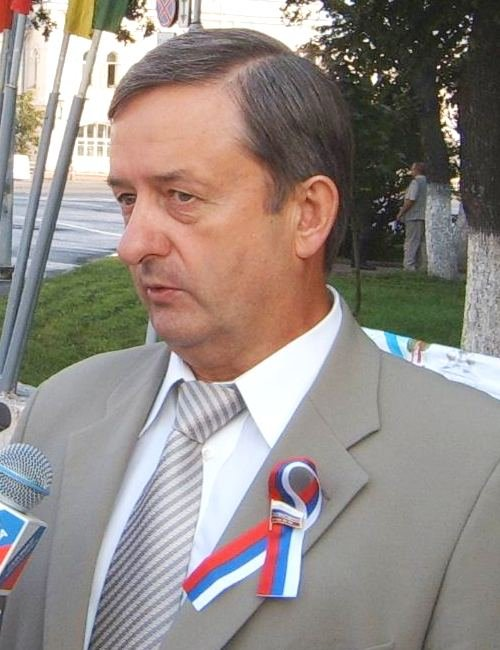
Георгий Шевцов
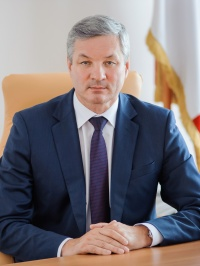
Андрей Луценко

С момента начала деятельности Законодательного Собрания пост его Председателя занимали:
- Хрипель, Геннадий Тимофеевич (апрель 1994 — сентябрь 1995)
- Судаков, Гурий Васильевич (сентябрь 1995 — февраль 1996)
- Хрипель, Геннадий Тимофеевич (февраль 1996 — декабрь 2001)
- Тихомиров, Николай Васильевич (декабрь 2001 — декабрь 2011)
- Шевцов, Георгий Егорович (декабрь 2011 — сентябрь 2016)
- Луценко, Андрей Николаевич (с сентября 2016 — июнь 2024)
- Жестянников, Сергей Геннадьевич (с июня 2024 — н. в.)

### Заместители Председателя
Заместители Председателя Законодательного Собрания выбираются из числа его депутатов. Они должны замещать председателя в его отсутствие, в том силе, по его поручению, вести заседания сессий и Коллегии Собрания. Заместители Председателя также могут координировать деятельность постоянных комитетов и комиссии Законодательного Собрания и в пределах своих должностных обязанностей давать поручения руководителям структурных подразделений аппарата Законодательного Собрания. Кроме того, они фактически оказывают содействие Председателю в исполнении его обязанностей и распределяют эти обязанности с ним. По состоянию на август 2010 года у Председателя Законодательного Собрания двое заместителей. Действующими заместителями Председателя являются депутаты А. В. Канаев, А. Н. Сивков (оба «Единая Россия») и В. В. Вавилов («Справедливая Россия»).

### Коллегия
Коллегия Законодательного Собрания создаётся для подготовки и рассмотрения организационных вопросов деятельности Собрания, в частности:
- составление проекта повестки дня очередной сессии;
- рассмотрение проекта Примерной программы законопроектной работы Законодательного Собрания на предстоящий год и мероприятия на очередное полугодие;
- созыв внеочередных заседаний сессий Законодательного Собрания и определение дат их проведения. Данное полномочие осуществляется по инициативе не менее 1/3 числа депутатов, либо председателя Законодательного Собрания области, либо Губернатора области;
- направление законопроектов, подготовленных комитетами (комиссией), к рассмотрению Законодательным Собранием;
- направление материалов законопроектов депутатам Законодательного Собрания, Губернатору области, а также субъекту права законодательной инициативы, внесшему данный законопроект;
- принятие решений о проведении публичных депутатских слушаний;
- принятие решения о размере представительских расходов[32].

В состав коллегии Законодательного Собрания с правом решающего голоса входят:
- Председатель Законодательного Собрания,
- заместители Председателя;
- председатели (в их отсутствие — заместители председателя, представители) постоянных комитетов (комиссии).

В работе Коллегии без права решающего голоса могут участвовать:
- остальные депутаты Законодательного Собрания;
- Губернатор области или его представитель по поручению;
- представитель Губернатора области и Правительства области в Законодательном Собрании;
- члены Совета Федерации от Вологодской области;
- представители субъектов права законодательной инициативы (если на заседании коллегии рассматривается вопрос об их законопроектах)[33].

### Комитеты и комиссии
Комитеты и комиссии Законодательного Собрания разрабатывают вопросы областного законодательства в определённых сферах правоотношений и государственной политики. Состоят комитеты и комиссии из депутатов Законодательного Собрания, причём, согласно его Регламенту, каждый депутат (за исключением председателя) обязан состоять в одном из комитетов или комиссии. Комитеты и комиссии:
- осуществляют предварительное рассмотрение проектов законов области, постановлений Законодательного Собрания, поправок к ним и их подготовку к рассмотрению Законодательным Собранием;
- осуществляют разработку проектов законов и иных нормативных правовых актов;
- готовят заключения, замечания и предложения к проектам законодательных, иных нормативных актов и документов, поступивших на рассмотрение Законодательного Собрания и относящихся к сфере их компетенции;
- организуют публичные депутатские слушания;
- дают заключения и предложения по соответствующим разделам проекта областного бюджета

Численность комитета/комиссии может составлять от 3 до 6 депутатов. Всего в составе Законодательного Собрания на сегодняшний день выделяются 8 постоянных комитетов и 1 постоянная комиссия:
| Комитет/Комиссия                                                              | Компетенция |
| ----------------------------------------------------------------------------- | --- |
| Комитет по государственно-правовой деятельности, законности и правам человека | - конституционные (уставные), административные и избирательные правоотношения; - обеспечение законности, правопорядка, соблюдения прав и законных интересов граждан и организаций; - согласование назначения кадров правоохранительных органов и мировых судей. |
| Комитет по социальной политике                                                | - социальные, трудовые, пенсионные, семейные, жилищные правоотношения; - молодёжная политика; - вопросы занятости населения и социального страхования граждан. |
| Комитет по образованию, культуре и здравоохранению                            | - наука, образование (в том числе среднее, профессиональное, дополнительное, высшее и послевузовское образование), дошкольного воспитание, опека и попечительство несовершеннолетних; - здравоохранение, охрана материнства и детства, обязательное медицинское страхование; - культура, историческое и культурное наследие; - работа с общественными творческими организациями; средства массовой информации; - туризм, физическая культура и спорт. |
| Комитет по вопросам местного самоуправления                                   | - правоотношения организации и деятельности местного самоуправления; - образование, преобразование, упразднение муниципальных образований, установление и изменение их границ и наименований; - муниципальной службы; - наделение органов местного самоуправления отдельными государственными полномочиями; - взаимодействие органов государственной власти и местного самоуправления; - формирование финансовой и экономической базы муниципальных образований; - административная ответственность за правонарушения, связанные с осуществлением местного самоуправления. |
| Комитет по бюджету и налогам                                                  | - бюджетные (межбюджетные), финансовые, налоговые, банковско-кредитные и инвестиционные правоотношения; - вопросы ипотечно-жилищного кредитования и рынка ценных бумаг; - рассмотрение, внесение изменений и дополнений к проектам областного бюджета на очередной финансовый год; - исполнение областного бюджета; - программы социально-экономического развития области; - формирование и исполнение бюджетов муниципальных образований (по их просьбе); - нормативно-правовые акты по бюджетам государственных внебюджетных фондов; - координация работы Контрольно-счетной палаты области по контролю за целевым и эффективным расходованием средств областного бюджета и бюджетов государственных внебюджетных фондов. |
| Комитет по экологии и природопользованию                                      | - экологическая политика, природопользование, природные ресурсы и природоохранная деятельность на территории Вологодской области; - охрана атмосферного воздуха; экологическая и радиационная безопасность; - профилактика и действия в условиях чрезвычайных ситуаций; - особо охраняемые природные территории; - правовые отношения в области землепользования и охраны земель; - лесопользование, охрана лесов и защита животного и растительного мира; - охота и охотничьи хозяйства; - водопользование и охраны водных ресурсов и рыбных запасов; - недропользование и охраны недр; - контроль над экологическим фондом областного бюджета                                                                             |
| Комитет по экономической политике и собственности                             | - экономическое развития области, программы социально-экономического развития области; - управление и распоряжение государственной собственностью области, приватизация; - предпринимательство, кредитно-инвестиционная деятельность; - антимонопольная политика, развитие рыночной инфраструктуры; - определение основных направлений в сфере ипотечного кредитования в области; - предоставление государственных гарантий и льгот. |
| Комитет по аграрному комплексу и продовольствию                               | - правоотношения в сфере сельского хозяйства и агропромышленного комплекса; - землепользование; - лесопользование в лесах сельскохозяйственных организаций; - обеспечение продовольственной безопасности. |
| Постоянная комиссия по регламенту и депутатской деятельности                  | - организация деятельности Законодательного Собрания и его структурных подразделений; - соблюдение Регламента Законодательного Собрания и закона области «О статусе депутата Законодательного Собрания Вологодской области»; - соблюдение в Законодательном Собрании области норм депутатской и парламентской этики; - регистрация депутатских объединений; - порядок награждения Почетной грамотой Законодательного Собрания Вологодской области. |

Кроме постоянных комитетов/комиссий депутаты также могут создавать временные комиссии, деятельность которых ограничивается либо определённым сроком, либо решением конкретных задач.

### Фракции
На основе региональных отделений политических партий, прошедших в Законодательное Собрание, образуются фракции. Депутат Законодательного Собрания, по своему заявлению может стать членом любой фракции, независимо от политических взглядов и принадлежности. Численность фракции может составлять от двух и более человек. Причём при численном составе фракции не более 4 депутатов — ей выделяется один работник аппарата; при численном составе более 4 депутатов — один работник аппарата на каждых 4-х членов фракции.
По состоянию на конец сентября 2016 года в Законодательном Собрании выделяются четыре фракции:
- «Единая Россия» (25 депутатов)
- «Либерально-демократическая партия России» (4 депутата)
- «Коммунистическая партия Российской Федерации» (3 депутата)
- «Справедливая Россия» (2 депутата)

Согласно областному законодательству, депутат может быть членом только той политической партии, во фракцию которой он входит; а депутаты, избранные от политических партий, не могут покинуть свою фракцию.

### Аппарат
Аппарат Законодательного Собрания осуществляет обеспечение деятельности Законодательного Собрания (правовое, организационное, документационное, аналитическое, информационное, финансовое, материально-техническое, социально-бытовое). Депутаты не входят в состав аппарата, а его работники осуществляют свою деятельность независимо от начала или прекращения полномочий депутатов очередного созыва. Общее руководство аппаратом, контроль за его деятельностью осуществляет председатель Законодательного Собрания. Непосредственное руководство деятельностью аппарата осуществляет руководитель аппарата, который назначается на должность и освобождается от должности распоряжением председателя.
Сам аппарат состоит из различных управлений, отделов и секторов.

## Законодательная процедура

### Внесение законопроекта
Принятие законопроекта начинается с внесения его в Законодательное Собрание субъектом законодательной инициативы. Субъектами законодательной инициативы для областных законов или постановлений Законодательного Собрания могут быть:
- депутаты Законодательного Собрания;
- Губернатор области;
- представительные органы муниципальных образований области;
- члены Совета Федерации от Вологодской области;
- прокурор области[50].

Внося законопроект, субъект законодательной инициативы обязан представить:
- текст законопроекта;
- пояснительную записку, содержащую предмет законодательного регулирования и концепцию законопроекта;
- перечень законодательных актов области, подлежащих признанию утратившими силу, приостановлению, изменению, дополнению или принятию в связи с введением данного закона;
- финансово-экономическое обоснование законопроекта;
- заключение Губернатора для законопроектов, затрагивающих изменение доходной и расходной части бюджета области;
- заключение экспертно-правового управления Законодательного Собрания (для законопроектов депутатов Законодательного Собрания).

Далее законопроект регистрируется в канцелярии Законодательного Собрания, после чего он считается официально внесённым на рассмотрение.

### Вынесение на рассмотрение
После регистрации законопроект и материалы к нему направляются в постоянный в ответственный за его рассмотрение комитет (комиссию), который в течение 10 дней определяет соответствие законопроекта необходимым требованиям. Если внесённый законопроект не соответствует этим требованиям, постоянный комитет (комиссия) принимает решение о возвращении законопроекта инициатору для выполнения указанных требований.
В случае же решения о соответствии требованиям, в течение 30 дней комитет (комиссия) рассматривает заключения, поправки, предложения и замечания по законопроекту и представляет его на рассмотрение Коллегии Законодательного Собрания.
Указанные сроки рассмотрения комитетом и коллегией могут сокращаться только в трёх случаях:
- если Губернатор вносит срочный законопроект. При этом, он должен обосновать необходимость срочного рассмотрения данного законопроекта;
- если депутаты принимают срочный проект постановления, содержащий отзыв Законодательного Собрания на проект федерального закона;
- поступление проекта федерального закона из Государственной Думы на согласование Законодательным Собранием после заседания коллегии.

В этих случаях решение о включении в повестку заседания сессии принимается непосредственно на сессии
Параллельно экспертно-правовое управление Законодательного Собрания, по поручению председателя или заместителя председателя, в 10-дневный срок осуществляет правовую экспертизу законопроекта на соответствие Конституции РФ, федеральному и областному законодательству. Кроме того, управление проводит лингвистическую и антикоррупционную экспертизу законопроекта, а также проверяет его внутреннюю логику и перечень актов областного законодательства, подлежащих признанию утратившими силу, приостановлению, изменению, дополнению или принятию в связи с принятием данного закона.

### Принятие законопроекта
После включения Коллегией в повестку очередной сессии законопроект выносится на I чтение. I чтение проходит на заседании сессии Законодательного Собрания. На нём обсуждается концепция и даётся оценка соответствия основных положений законопроекта действующему законодательству, его актуальности и практической значимости. После прохождения I чтения на сессии Законодательного Собрания выносится одно из следующих решений:
- Принятие законопроекта в I чтении и возвращение его в ответственный комитет для продолжения работы над ним с учётом предложений и замечаний в виде поправок. Далее законопроект проходит следующие стадии рассмотрения:
  - Рассмотрение в ответственном комитете. Ответственный комитет изучает и обобщает внесенные поправки, после чего представляет:
    - таблицу поправок, одобренных комитетом и включенных в текст законопроекта;
    - таблицу поправок, рекомендуемых ответственным комитетом к отклонению;
    - таблицу поправок, по которым не было принято решений.

В это время экспертно-правовое управление Законодательного Собрания осуществляет постатейную правовую и лингвистическую экспертизу законопроекта и выносит своё заключение. Материалы комитета и заключение экспертно-правового управления направляются в Коллегию[56].
  - Назначение Коллегией II чтения законопроекта на очередном заседании сессии.
  - II чтение. На нём указанные поправки рассматриваются. В случае если у депутатов или присутствующих субъектов законодательной инициативы возникают возражения, каждая спорная поправка рассматривается отдельно. После рассмотрения поправок ставится на голосование вопрос о принятии законопроекта во II чтении. Если проект был не принят, он возвращается на доработку в комитет, после чего проходит повторное рассмотрение во II чтении. Если и на этот раз законопроект не набирает достаточного количества голосов, он считается отклонённым и снимается с дальнейшего рассмотрения. Если законопроект был одобрен во втором чтении, то принимается одно из следующих решений:
    - направление законопроекта в комитет.
    - принятие закона. Может быть только при наличии окончательного текста законопроекта и при условии, что правовая и лингвистическая экспертизы законопроекта проведены[57].

  - Окончательное рассмотрение комитетом (если во II чтении законопроект было решено направить в комитет). Комитет с участием экспертно-правового управления устраняет возможные внутренние противоречия, устанавливает правильную взаимосвязь статей и делает редакционные правки, необходимые в связи с изменениями, внесёнными в текст законопроекта при рассмотрении его во II чтении[58]. После завершения этой работы законопроект отправляется на Коллегию
  - Назначение коллегией III чтения законопроекта на очередном заседании сессии
  - III чтение. На нём не допускаются внесение законопроект в поправок и возвращение к обсуждению законопроекта в целом либо к обсуждению его отдельных разделов, глав, статей. Если законопроект не принят в третьем чтении, он считается отклоненным, что оформляется постановлением Законодательного Собрания, и дальнейшему рассмотрению не подлежит[59].
- отклонение законопроекта
- принятие закона. Для этого необходимо предложение ответственного комитета о принятии закона в целом. После этого председательствующий на сессии ставит вопрос на голосование и, в случае утверждения его Законодательным Собранием, закон считается принятым. Законы об изменении Устава Вологодской области не могут быть окончательно приняты в I чтении и проходят все три чтения[60].

Законы области и Постановления Законодательного Собрания принимаются большинством голосов, законы о поправках к Уставу области — 2/3 голосов депутатов.

### Утверждение Губернатором
Законы Вологодской области, после принятия Законодательным Собранием, направляются Губернатору области для подписания и обнародования (официального опубликования), которое осуществляется в течение 14 дней с момента поступления Губернатору. Если Губернатор области, возвратит закон без подписания, то Законодательное Собрание повторно рассматривает данный закон области.

Отклонённый Губернатором закон направляется в ответственный комитет, который в течение 10 дней рассматривает мотивы решения Губернатора области об отклонении закона либо предложения о внесении в него изменений и дополнений. В целях преодоления разногласий по вопросам повторного рассмотрения закона может создаваться согласительная комиссия из представителей Собрания и Губернатора области.
По итогам рассмотрения ответственный комитет рекомендует Законодательному Собранию один из следующих вариантов решения:
- принять закон в редакции, предложенной Губернатором области. Если это решение не было поддержано большинством голосов, то может быть принято решение о продолжении работы над законом, начиная с процедуры I чтения законопроекта.
- согласиться с решением Губернатора области и снять закон с дальнейшего рассмотрения;
- принять закон с учётом предложений Губернатора области. В этом случае на голосование ставится каждое предложение (поправка) Губернатора области
- создать согласительную комиссию для преодоления возникших разногласий и предложить Губернатору области направить для работы в ней своих представителей;
- принять закон в ранее принятой редакции. Для этого необходимо решение 2/3 депутатов.

Если закон принимается, он считается окончательно считается принятым, а Губернатор обязан подписать и обнародовать его в 14-дневный срок.

### Вступление закона в силу
Все законы Вологодской области и постановления Законодательного Собрания в обязательном порядке публикуются в Вологодской областной газете «Красный Север». Газета публикует эти нормативные акты в течение 3 дней после получения. Закон вступает в силу на следующий день после опубликования.

## Межпарламентская деятельность
Законодательное Собрание Вологодской области является участником Парламентской Ассоциации Северо-Запада России (ПАСЗР). Ассоциация была создана по инициативе вологодских депутатов для выработки согласованных подходов к осуществлению законотворческой деятельности, и на сегодняшний день в её состав входят все региональные парламенты Северо-Западного федерального округа.

Кроме того, Законодательное Собрание Вологодской области подписало соглашения о сотрудничестве с Советом Федерации, Московской городской Думой, Государственным Советом Республики Коми и Законодательным Собранием Ульяновской области. Депутаты Законодательного Собрания Вологодской области регулярно принимают участие в мероприятиях Государственной Думы и Совета Федерации.